# 블리치의 등장인물 목록
다음은 만화·애니메이션 작품인 《블리치》의 등장인물 목록이다.

## 카라쿠라 마을

### 이치고 일행
쿠로사키 이치고(黑崎一護)
이노우에 오리히메(井上織姬)
이시다 우류(石田雨龍)
사도 야스토라(茶渡泰虎)
콘(K.O.N / コン)
성우 - 마도노 미츠아키 / 홍범기
소울 소사이어티에서 <Spear Head>(尖兵計劃) 프로젝트로 인해 만들어진 호로 대적용 개조 혼백.
원래 루키아가 챠피라고 하는 의혼환(衣魂丸)을 사려고 했으나 잘못 사서 대신 들어온 게 콘이었다고 한다.(근데 얘가 더 성격이 정상인건 안 비밀)
Under Ford(하체강화) 형태의 혼백으로 100m를 3.8초 안에 달리고 수직 점프만 해도 13.56m에 해당하는 엄청난 기록 보유 중.
평상시는 사자 인형에 넣어지고 있다.
음란하고 외설적인 취미가 있으며, 아름다운 여성을 보면 정신줄을 놓는다.

### 기타
쿠로사키 잇신(黑崎一心)
- 성우 - 모리카와 토시유키 / 장광
- 186 cm 80 kg AB형 12월 10일
- 전 10번대 대장 (바이저드 사건 이후)
- 참백도 시해: 염월(剡月)
- 참백도 시해 언령: 불태워라 염월
- 참백도 만해: 아직 밝혀지지 않음

쿠로사키 이치고의 아버지이자 쿠로사키 병원의 원장 가족들에게서는 수염(ヒゲ)으로 불린다. 평상시엔 매우 점잖지 않은 모습을 보이나 사신의 모습으로 있을 땐 진지한 모습을 보인다. 매일 아침 쿠로사키 이치고의 진을 빼놓으려고 하지만 성공한 횟수보다는 실패한 횟수가 더 많다.
이시다 류켄(石田龍弦)
- 성우 - 나리타 켄 / 이정구
- 178 cm 73 kg 3월 14일

이시다 소켄의 아들이자 이시다 우류의 아버지이고 최후의 에히트 퀸시이다. 카라쿠라 종합병원 원장이다.
이시다 우류의 퀸시의 힘을 되찾도록 도와주었다.
돈 칸온지(ドン觀音寺)
- 성우 - 치바 시게루 / 최준영
- 188 cm 82 kg BO형 3월 23일
- 주요 기술: 칸온지 볼(觀音寺彈)

인기 있는 TV프로그램의 퇴마사로 본명은 칸온지 미사오마루(觀音寺ミサオ丸)다.

## 소울 소사이어티

### 정령정(瀞靈廷)

#### 귀도중(鬼道衆)
前 귀도중총수(鬼道衆總帥) & 대귀도장(大鬼道長) 츠카비시 텟사이(握菱鐵裁)
카라쿠라 마을 - 우라하라 상점 참조.
前 부귀도장(副鬼道長) 우쇼다 하치겐(有昭田鉢玄)
바이저드(가면의 군세) 참조.

#### 호정 13대(護廷十三隊)
호정 13대(護廷十三隊)는 블리치의 등장인물로, 사신에 속하는 인물들을 통칭한다.
1번대 사신 대장 야마모토 겐류사이 시게쿠니
성우 - 김태훈
무려 1000년 동안이나 소울 소사이어티 호정 13대 총대장에 재임해 온 엄청난 실력자.
소울 소사이어티의 법도를 지키고 그것을 위해서라면 그 어떤 희생도 감수할 수 있는 숭고한 희생정신과 일념을 지녔다.
아이젠 소스케와 싸우던 도중 류인약화의 힘을 봉인시킨 아란칼 원더와이스 마르젤라를 죽였으나, 그에게 봉인되어 있던 류인약화의 불길이 발산되는 것을 자신의 몸으로 막았다가 얼굴과 두 팔에 극심한 화상을 입었다. 그리고 아이젠 소스케를 저지하려고 일도화장을 씀으로서 왼팔을 잃었다.
매달 한 번 씩 1번대 막사의 툇마루에서 1번대 대원들을 모아놓고 다도회를 연다. 1번대 대원들이라면 누구나 참여하는 것을 큰 영광으로 여기는 꽤 권위 있는 모임이지만, 야치루는 늘 참석하면서도 그냥 화과자만 먹고 돌아가는 듯.
수염이 굉장히 길며 연보랏빛의 리본을 엮어 고정시키고 있다. 수염을 엮는 것도 다듬는 것도 본인이 직접 한다.
반덴라이히의 수령인 유하바하와 전투, 유하바하의 전략으로 만해를 강탈, 사망했다.(유하바하가 말하기를 자신의 왼팔을 이노우에 오리히메에게 부탁하여 고칠 수도 있었으나 인간의 손을 이용하기 싫어하는 성격 때문에 팔을 고치지 않았다고 한다.)
이를 가장 먼저 쿄라쿠 슌스이와 우키타케 쥬시로가 알아차렸고, 슌스이는 이성을 잃었다.(애초에 두 사람은 야마모토 겐류사이 시게쿠니가 가장 아끼던 대장들이었다.)
- 신장: 168 cm
- 체중: 63 kg
- 생일: 1월 21일
- 취미: 매 달 1번씩 여는 다도회, 수염 다듬기
- 좋아하는 음식: 일식(日食)
- 싫어하는 음식: 양식(洋食)
- 경력

1. 소울 소사이어티 진앙영술원(眞央靈術院), 통칭 사신통학원 설립자 및 현직 교장.
2. 전(前) 소울 소사이어티 호정 13대 1번대 대장.
3. 전(前) 소울 소사이어티 호정 13대 총대장.

- 참백도: 류인약화(流刃若火)
- 시해(始解): 동양식 지팡이에서 검으로 변형하며, 염열계(炎熱系) 최강(最强)의 참백도. 모든 참백도 중 최강의 공격력을 갖고 있다.
- 참백도 시해 언령: "만상일체 잿더미가 되어라, 류인약화."
- 시해 능력: 엄청난 힘과 파괴력을 지닌 화염이 발산되며 진행방향의 모든 것을 불사른다. 그 위력은 대지를 잿더미로 만들고 창공의 구름까지도 전부 태워 증발시킬 정도라고 함.
- 만해(卍解): 잔화태도
- 만해 능력: 동,서,남,북으로 4개의 능력이 있다.

- 기술
  - 성곽염상(城郭炎上): 상대를 류인약화의 불길 속에 가둬버리는 기술, 가르간타를 이용해 현세로 온 아이젠, 이치마루, 토센의 움직임을 봉인하는 데에 사용되었다.
  - 류인약화. 첫 번째 - 무참(流刃若火. 一番 - 撫斬): 류인약화에 화염을 휘감은 다음 검술을 이용해 상대를 두동강내는 기술, 아파치, 미라로즈, 슨슨이 불러낸 괴물 아욘을 일격에 두동강내었다. 발도술의 일종.
  - 도깨비불(鬼火): 원거리에 있는 상대에게 류인약화에서 발생한 열기를 기공포 형식으로 쏘아 작렬시켜, 열기로 상대의 신체에 구멍을 뚫는 기술. 열기의 열로 인해 생겨난 구멍이여서 그런지 깔끔한 원 상태의 구멍이 생긴다. 아욘의 가슴을 뚫었다.
  - 횃불(松明): 류인약화를 한 번 휘둘러 거대한 불꽃을 발생시켜 날리는 기술.
  - 염열지옥(炎熱地獄): 자신과 상대를 주위로 엄청난 위력을 지닌 불기둥을 폭발시키는 기술, 하지만 기술 시전 도중 원더와이스의 해방으로 인해 불발되었다.
  - 일골(一骨): 영압을 모은 주먹으로 상대를 때리는 체술, 그냥 펀치지만 위력은 엄청나다.
  - 쌍골(雙骨): 영압을 모은 두 주먹으로 상대를 때리는 체술, 일골의 강화판.
  - 위면(威眠): 상대의 눈앞에다 손을 치켜들어 의식을 빼앗아 잠재우는 기술, 최면 계열 귀도의 일종. 히나모리 모모에게 사용했다.
  - 파도 96. 일도화장(破道 96. 一刀火葬): 불탄 자신의 육체를 촉매로 삼아야만 발동가능한 귀도 중에서도 희생파도(犧牲破道)라 불리는 금술. 불탄 술자의 촉매를 중심이로 엄청난 위력의 대폭발이 일어난다. 아이젠 소스케에게 사용했다.
  - 잔화태도 - 동.욱일인: 모든 불꽃을 칼날의 끝, 일점에 모아 목표물을 흔적도 없이 불살라 버린다.
  - 잔화태도 - 서.잔일옥의: 1500만도에 달하는 화염이 온몸을 감싸는 기술이다.
  - 잔화태도 - 남.화화십만 억사대장진: 총대장의 검에 의해 불살라진 자들을 재의 형태로 부활시킨다. 되살아난 자들은 총대장이 적으로 여기는 자를 공격한다. 공격당하는 자들은 이들이 생전의 모습으로 보인다고 한다.
  - 잔화태도 - 북.천지회진: 이 검에 닿은 자는 재가 되어 없어진다.

부대장. 사사키베 쵸지로(副隊長. 雀部長次郞)
성우 - 야마구치 타로 / 이호산
작중엔 별로 비중이 없다.
예전에 임무로 인해 현세에 파견되었을 때, 영국의 신사에게 자극을 받아 수십년 간 남몰래 동경해왔었다. 그 이후 현세에서 가져온 홍차 잎을 소울 소사이어티에서도 어떻게든 재배해 키워보려고 애를 쓰나 어찌된 일인지 죄다 말라버린다.
평소 사패장 위에 걸치고 있는 하얀 제복은 그 때 만난 영국 신사의 망토를 모방해서 만든 작품.
총대장인 야마모토와는 식사 기호가 완전히 반대인데, 이 점만큼은 아무리 존경하는 야마모토 대장이더라도 타협할 생각없는듯하다.
현재 퀸시 반군 세력인 반덴라이히의 드리스콜 베르치에게 만해를 약탈당한 뒤 사망한다.
그러나 야마모토의 이마에 상처를 낸 만큼 실력만큼은 상당하다고 한다.
아이젠의 반란 이후 대장직을 추천받았으나 잇카쿠가 끝까지 켄파치의 밑에서 싸우고 싶다고 한 것처럼 야마모토 대장의 밑에서 싸우고 싶다며 대장직을 거절한다.
- 신장: 179 cm
- 체중: 74 kg
- 생일: 11월 4일
- 경력: 전(前) 호정 13대 1번대 부대장.
- 특기: 홍차 제조 / 소울 소사이어티에 서양 문물 도입하기
- 좋아하는 음식: 양식(洋食)
- 싫어하는 음식: 일식(日食)
- 참백도: 엄령환(嚴靈丸)
- 시해(始解): 다른 참백도와는 달리 특이하게 펜싱 나이프와 비슷한 형태.
- 참백도 시해 언령: "꿰뚫어라, 엄령환."
- 시해 능력: 애니메이션 오리지널인 참백도 이문 편에 따르면 뇌전계(雷電系) 참백도로 추정.
- 만해(卍解): 황황엄령이궁
- 만해 능력: 뇌전계 타입으로 빙륜환과 함께 현재 작중에 등장한 참백도 중에서는 유일하게 기상을 지배하는 능력을 가졌다.

## 2번대
대장. 소이 퐁(隊長. 碎蜂)
성우 - 카와카미 토모코(~206화), 쿠와시마 호우코(206화 ~ 현재) / 이용신
대대로 은밀기동의 제1분대 형군에 들어가 처형, 암살 등을 생업으로 삼아 온 하급귀족 퐁(蜂) 가문 출신으로, 본명은 퐁 샤오링(蜂梢綾)이나 형군에 들어가자 증조모가 사용했던 소이 퐁이란 이름을 이어받았다.
자신의 상관이었던 시호인 요루이치를 존경했으나, 100년 전 요루이치가 우라하라 키스케의 도주 방조 및 그 발각을 두려워한 실종으로 추방죄에 처해지자 그녀에게 엄청난 실망감을 느끼고, 힘을 키워 자신의 손으로 직접 옛 상관을 잡겠노라 다짐하였다.
사형 위기에 처한 쿠치키 루키아를 구하기 위하여 쿠로사키 이치고 일행과 함께 정령정에 난입한 요루이치와 재회하고, 백 년 동안 쌓인 차디찬 분노로 그녀의 상관과 맞서 싸운다.
요루이치와의 싸움에서 100년 간의 과거와 앙금, 미움을 청산하고 다시 요루이치의 열렬한 팬 및 제자로 입각. 소설에서는 아이젠의 반란 이후 요루이치가 잠시 소울 소사이어티에 머물 때 대장 업무는 나몰라라 팽개치고 요루이치 치닥거리를 도맡으며 행동하는데(그래도 대장 업무는 맹스피드로 끝냄) 2번대 대장직까지 내놓으면서 요루이치가 복직하기를 간절히 원했다고 함.
쿨하고 냉정하며 침착한 성격이지만, 요루이치와 관련된 문제에서는 성격이 180도 돌변한다.(다행히 일반 대원들은 모름)
2번대 대원들과 은밀기동에서도 꽤나 인기가 많으며 팬 클럽까지 존재함, 최근에 소이 퐁의 취미가 알려지면서 2번대에 고양이 상품들이 자주 송달되곤 한다.
안타깝게도 퀸시의 침략때 만해를 강탈 당한다.
그러나 그 덕에 미완성이었던 자신의 순홍을 완성할 수 있었다.
- 신장: 151 cm
- 체중: 38 kg
- 생일: 2월 11일생
- 취미: 고양이 상품 수집, 언젠가 요루이치와 함께 적을 퇴치할 그날을 위해 순홍 연습
- 특기: 암살(暗殺)
- 좋아하는 음식: 생선
- 싫어하는 음식: 고기
- 경력

1. 현(現) 소울 소사이어티 호정 13대 2번대 대장.
2. 현(現) 소울 소사이어티 은밀기동 총사령관.
3. 현(現) 소울 소사이어티 은밀기동 제1분대 형군 통괄군단장.
4. 현(現) 여성사신협회 이사.

- 참백도: 작봉(雀蜂)
- 시해(始解): 중간 크기의 검 형태이며, 해방하면 오른손 중지 손가락에 벌침 형태로 장착되는 암살 무기로 변형. 중지 손가락에는 2단으로 된 황금빛의 침이 있으며 그 침이 팔목에 있는 벌 무늬가 있는 팔찌에 금빛 사슬로 연결되어 있다.
- 참백도 시해 언령: "진적석살(盡敵螫殺), 작봉."
- 시해 능력: 같은 곳을 2번 찌르게 되면 찔린 적은 반드시 죽는 이격결살(貳擊決殺)의 능력을 지닌 참백도, 작봉에 1번 찔리면 찔린 곳에 나비 모양을 한 문양인 봉문화(蜂紋華)가 새겨지게 되며 2번 찔리면 2개의 봉문화가 겹쳐지면서 상대는 소멸한다. 같은 부위에 찔리진 않았지만 작봉의 피격 부위가 같아도 유효.(Ex - 가슴을 찌르고 등 뒤를 찔러 폐가 2번 공격받으면 유효.)
- 만해(卍解): 작봉뇌공편(雀蜂雷公鞭)
- 만해 능력: 스피드 공격 및 암살 전용 참백도인 작봉의 만해라고 하기엔 너무나도 거대하고 무거운 황금빛 대포로 변한다. 어찌나 무거운지 힘이라면 덩치 큰 남자에도 뒤지지 않는 소이 퐁이 한 발 한 발 떼는 것조차 힘들어 하며, 공격의 위력은 엄청나게 강력해 한 번 쏘면 쏜 사람까지 엄청난 위력으로 뒤로 날아가버린다. 그래서 소이퐁은 이 만해를 자신의 은밀기동으로써의 긍지와 어긋난다는 이유(한눈에 봐도 튈 정도의 거대함, 엄청난 무게로 인한 신속성 결함, 너무 강력하다 못해 아주 화려할 정도로 요란법석을 떠는 위력)로 굉장히 싫어한다. 너무나도 강력한 힘으로 인해 소이 퐁도 한 번 쏘면 엄청난 육체의 부담을 지게 되며 그로 인해 3일에 1발로 적정발사량을 정해놨을 정도.

- 도구
  - 형전장속(刑戰裝束) - 형군의 군단장만이 착용 가능한 일종의 전투용 제복, 순홍(瞬鬨)을 시전하면 그 힘으로 인해 입고 있는 옷의 어깨와 등 부분이 터져 날아가기 때문에 순홍 상태를 시전하기 용의하게 제작되어 있으며, 상반신은 등과 어깨, 팔이 노출된 검은색의 타이트한 전통 스타일의 옷을 착용하고 있으며 하의는 사신들이 착용하는 사패장보다 조금 짧은 전통 스타일의 옷을 이루고 있다.
  - 수리검(手利劍)
  - 은조반(銀條反) - 갑옷의 뼈대나 이음새를 만들기 위해 만든 은으로 만든 강철 천. 소이 퐁이 작봉뇌공편을 사용하기 위해 사용했다.

- 기술
  - 분신(分身): 엄밀히 말해 진짜 분신술은 아니고, 엄청난 스피드로 이동하는 것이 분신술처럼 보이는 것이다.
  - 폭포 잉어(瀧鯉): 상대의 킥 기술을 손과 다리를 이용해 막아 상대의 자세를 무너뜨리는 기술, 상대의 급소를 노리기가 쉬워진다.
  - 매달린 감(吊枾): 상대가 날린 주먹이나 발차기에 자신의 손발을 건 다음 그대로 공격하는 기술. 원래 요루이치가 개발해 낸 기술이다.
  - 팔랑개비(風車): 공중에서 한 바퀴 돌아 낙하하는 힘을 이용해 발끝차기를 날리는 기술.
  - 이격결살(二擊結殺): 작봉의 능력
  - 순홍(瞬鬨): 사신의 전투 능력인 백타(白打)와 술법 능력인 귀도(鬼道)를 합친 일종의 고등 영술(靈術), 술자가 대량의 고밀도 귀도를 어깨에 두른 뒤 그 귀도를 자기 손과 발에 박아넣어 싸우는 기술이며 이 기술을 사용하면 전신에 번개처럼 엄청난 기세로 발산되는 순백의 오라가 발산된다. 격투능력과 동시에 귀도를 사용할 수 있는 것이 장점이며 육체능력이나 기술도 극한의 상태까지 올라간다. 소이 퐁의 완성된 순홍은 바람의 특성을 가진다.

부대장. 오오마에다 마레치요(副隊長. 大前田希千代)
성우 - 카시이 쇼토 / 손종환
굉장히 뚱뚱하고 거대한 체격을 가지고 있으며, 언제나 기름진 쌀과자를 깨작거리고 있다.
부대장이라고 하기엔 좀 많이 부족한 편이며, 그 한심함과 아둔함으로 인해 소이 퐁에게는 물론 다른 대장과 부대장들에게도 무시당한다.
자존심 강하고 쌀쌀맞은 상관 소이 퐁을 못마땅하게 여긴다. 그래도 일단 대장이니 따르기는 하는 듯.
거구라고 믿기 힘들 정도로 빠른 몸놀림을 보여준다.
바라간의 프라시온을 상대로 귀도를 사용하지만 실패한 것으로 보아 귀도쪽에는 영 소실이 없는듯 보인다.
- 신장: 210 cm
- 체중: 150 kg
- 생일: 5월 5일
- 본명: 오오마에다 닛코타로에몬 요시아야메노스케 마레치요(大前田 日光太郞右衛門 美菖蒲介 希千代)
- 가족 관계: 父 - 오오마에다 마레노신 / 母 - 오오마에다 마레카 / 姉 - 오오마에다 마레미 / 第 - 오오마에다 마레지로사부로 / 妹 - 오오마에다 마레요(유일하게 미인이지만 퉁퉁한 체격을 선호하는 오오마에다 家에서는 추녀 취급받는다.)
- 취미: 브레이슬렛(Braclet) 제작
- 좋아하는 음식: 기름진 쌀과자 / 고기
- 싫어하는 음식: 생선
- 경력

1. 현(現) 소울 소사이어티 호정 13대 2번대 부대장.
2. 현(現) 소울 소사이어티 은밀기동 제2분대 경라대 대장.
3. 현(現) 남성사신협회 이사.
4. 현(現) 오오마에다 보석귀금속 공장 사장.

- 참백도: 오형두(五形頭)
- 시해(始解): 해방하면 검의 형태에서 가시 철퇴의 형태의 직접공격계 참백도로 변한다.
- 참백도 시해 언령: "짓뭉개라, 오형두."
- 시해 능력: 별 특이한 것 없는 그냥 직접공격계 참백도.
- 만해(卍解): 없음
- 만해 능력: 없음

## 3번대
전 대장. 이치마루 긴(前 隊長. 市丸ギン)
웨코문드 참조.
신장: 185 cm
대장. 오오토리바시 로쥬로(隊長. 鳳橋楼十朗)
바이저드 참조.
부대장. 키라 이즈루(副隊長. 吉良イヅル)
성우 - 사쿠라이 타카히로 / 최승훈
아바라이 렌지, 쿠치키 루키아, 히나모리 모모와 같은 루콘가 출신이며, 진앙영술원의 2066기에 수석합격해 렌지와 모모, 루키아와 절친한 동기로 지냈고 특히 모모에게 연정을 품고 있었다.(첫 눈에 반했다고 한다.)
쿠치키 루키아 구출 사건 당시, 모모를 해치지 않는다는 조건으로 이치마루 긴을 도와 마츠모토 란기쿠를 히츠가야 토시로로부터 떼어놓았다.
아이젠의 의도대로 5번대에 배속되었었다가 4번대로 이전한 후, 3번대 부대장의 자리까지 올랐었다.
소울 소사이어티를 떠나버린 이치마루를 조금 그리워하는 모습을 보이긴 하지만, 자신에 대해 이치마루와 관련한 멘트를 하는 적에게는 아주 크나큰 적개심을 보인다.
몇년 전에 정령정통신 9월 호에 <하이쿠 중간관리직 부문>에서 최우수상을 탔던 전적이 있다. 당시 수상한 시의 내용은 "감이 열렸다, 아아아 올해도, 감이 열렸다."
하이쿠 시집 단행본은 지금까지 총 2권을 출판했으며 작가 친구로써는 히사기 슈헤이와 관계가 좋고 시집에 나오는 삽화는 모모가 그려주고 있다.
현재 퀸시와의 전쟁시작과 함께 생사불명되었다.(블리치 506화 참조)
- 신장: 173 cm
- 체중: 68 kg
- 생일: 3월 27일
- 취미: 하이쿠(俳句 / 5음절. 3음절. 5음절의 형식을 가진 일본의 전통 시 문학)
- 가족관계: 父 - 故 키라 카게키요 / 母 - 故 키라 시즈카
- 좋아하는 음식: 우무묵(우뭇가사리를 끓인 후 식혀 굳힌 음식)
- 싫어하는 음식: 곶감
- 경력

1. . 현(現) 3번대 부대장
2. . 남성사신협회 이사

- 참백도: 차조(侘助)
- 시해(始解): 해방하면 검이 7자 모양으로 꺾인 특이한 모형으로 변한다. 전투엔 약해보일 것 같은 외형으로 인해 얕보이는 경우가 많다.참고로 차조가 왜 이런 모양으로 생겼냐면 상대방의 목을 베기 위한 것이다.
- 참백도 시해 언령: "고개를 들어라, 차조."
- 시해 능력: 베거나 검에 닿은 대상의 무게를 2배로 불려 무겁게 만들어버리는 능력, 이름인 차조와 아주 어울리는 능력이다.
- 만해(卍解): 없음
- 만해 능력: 없음

## 4번대
대장. 우노하나 레츠(隊長. 卯ノ花烈)(우노하나 야치루)
성우 - 히사카와 아야 / 손정아
야마모토 겐류사이 시게쿠니, 쿄라쿠 슌스이, 우키타케 쥬시로와 더불어 200년 이상 대장 직위에 있어 온 실력자. 2100년의 역사를 자랑하는 진앙영술원을 졸업한 후 첫 대장이 된 쿄라쿠나 우키타케가 우노하나를 '대선배'라고 부르기도 한다. 야마모토 겐류사이 시게쿠니와 함께 초대 호정 13대의 일원이었다.
온화하고 사려깊으며 다정다감한 성격이지만 화나면 웃는 얼굴로 누구보다 사나운 포스를 풍기기 때문에 특히 11번대 대원들은 야치루 다음으로 그녀를 무서워한다. 가끔가다 11번대 대원들이 4번대를 무시하는 발언을 하면 웃는 얼굴로 협박을 하면서 쫓아버리기도 한다.
취미가 등산인지라 휴일에는 루콘 가 각 지역의 산에 등산하는 모습을 볼 수 있으나, 주로 육우삽을 타고 오르는 모습이 목격되기 때문에 자기 발로 산을 오른다고 하기엔 좀 미묘함.
또 취미로 꽃꽂이가 있으며, 매 달 1번씩 4번대에서 꽃꽂이 교실을 연다. 참가는 자유지만 야치루는 그냥 휴식 때 나오는 과자만 먹고 돌아가는 듯.
소울 소사이어티의 인기 잡지인 정령정통신 단행본 란을 살펴보면, 총대장을 제외하고 사신들 중 가장 개인 출판 단행본을 많이 냈으며 1000권 이상이라고 함. 2위는 쿄라쿠가 낸 단행본 개수인 156권.
자라키 켄파치의 '켄파치'라는 이름은 사신 중 총대장이외의 최고의 힘을 가진 사신에게 주어지는 이름으로서 이 '켄파치'라는 이름의 초대 주인이다. 또한 11번대 부대장 쿠사지시의 이름 "야치루"는 자라키가 동경하던 우노하나 야치루의 이름을 따서 지어준 것이다.
퀸시의 침략으로 총대장 야마모토 겐류사이가 사망하고 쿄라쿠 슌스이가 새로운 호정13대 총대장으로 임명된 후, 쿄라쿠의 명령으로 자라키 켄파치 본인의 진짜 힘을 일깨우게 하기 위한 임무를 맡게 된다. 소울 소사이어티 중앙 지하 대감옥 최하층 "무간"에서 자라키 켄파치와 혈투를 벌이게 된다. 두명의 켄파치는 있을 수 없다며 켄파치의 각성을 위해 싸운다. 그 임무를 마치고 초대 켄파치로써 켄파치의 칭호를 넘겨주며 자라키 켄파치 손에 사망한다.
- 신장: 159 cm
- 체중: 46 kg
- 생일: 4월 21일
- 취미: 꽃꽂이(生花) / 검도(劍道) / 약초 찾기 겸 등산
- 좋아하는 음식: 진한 맛이 나는 음식
- 싫어하는 음식: 연한 맛이 나는 음식
- 경력

1. 전(前) 소울 소사이어티 호정 13대 11번대 대장.
2. 현(現) 소울 소사이어티 호정 13대 4번대 대장.
3. 현(現) 여성사신협회 이사장.

- 참백도: 육우삽(肉雫唼)
- 시해(始解): 해방하면 검이 연두색에 3발달린 거대 가오리로 변형하며, 가오리가 비행능력이 있다.
- 참백도 시해 언령: "불명"
- 시해 능력: 가오리가 부상자를 삼킨 다음 그 안에서 완전히 치료시킨 다음 뱉어낼 수 있다.
- 만해(卍解): 개진
- 만해 능력: 불분명

부대장. 코테츠 이사네(副隊長. 虎徹勇音)
성우 - 유카나 / 김현심
작중에선 별로 비중이 없으며, 메인 스토리에서보다는 보조 스토리나 번외편 혹은 개그 캐릭터로써 자주 쓰이는 중.
13번대 공동 3석 코테츠 키요네의 언니.
여화 침입 사건 당시 쌍극 언덕에서 쿠로사키 이치고를 막으려 하였으나 이치고에게 쓰러졌다.
특이하게 죽을 좋아하는데, 그 이유는 키가 170까지 자랐을 때 "이 이상은 절대 크고 싶지 않아!"라는 일념 하나로 영양가도 별로 없어보이는 죽을 먹으면 키가 자라지 않을 것이라는 생각을 하고는 계속해서 먹어온 결과라고 한다. 하지만 보는 데로 별 효과는 없었다.
어묵을 싫어해, 악몽을 꾸고 일어날 때마다 잠꼬대로 어묵!!!이라고 큰 소리로 외치면서 깨어나는 버릇이 있다.
동생인 키요네와는 쉬는 날 만나서 같이 놀아줄 정도로 우애가 깊다. 요즘 자매가 끌리는 장소로는 쿠치키 家의 저택에 숨겨져 있는 '여성사신협회 비밀 아지트'.
- 신장: 187 cm
- 체중: 82 kg
- 생일: 8월 2일
- 취미: 꽃꽂이(生花) / 재봉(裁縫)
- 좋아하는 음식: 죽
- 싫어하는 음식: 어묵
- 경력

1. 현(現) 소울 소사이어티 호정 13대 4번대 부대장 → 대장(우노하나 레츠 사후).
2. 현(現) 여성사신협회 이사.

- 참백도: 동운(凍雲)
- 시해(始解): 해방하면 삼지도(三指刀)의 형태로 변형한다.
- 참백도 시해 언령: "내달려라, 동운."
- 시해 능력: 미등장
- 만해(卍解): 없음
- 만해 능력: 없음

전 부대장. 야마다 세이노스케(前 副隊長. 山田淸之介)
현 4번대 7석인 야마다 하나타로의 큰 형
전투로 인해 목숨을 잃었다고 함.
- 신장: 170 cm
- 체중: 65 kg
- 생일: 12월 13일

전(前) 3석. 이에무라 야소치카(前3席. 伊江村八十千和)
성우 - 아오야마 유타카 / 이호산
다른 부대의 3석들보다 입지가 훨씬 더 낮으며, 특히 자신보다 더 직급이 낮은 5석 유미치카한테까지 아랫것 취급 받은 것에 대해 불만을 지니고 있다. 다른 부대(특히 11번대)를 폄하하거나 험담하는 글을 편지 형식으로 많이 적는다. 천년혈전 편에선 야마다 하나타로가 3석으로 나오는 걸로 보아 자리에서 밀려난 것 같다.
- 신장: 179 cm
- 체중: 74 kg
- 생일: 2월 29일
- 경력

1. . 전(前) 4번대 3석
2. . 현(現) 4번대 제 1 상급 구호반 반장
3. . 현(現) 남성사신협회 부회장
4. . 현(現) 7번대 부대장

7석 → 3석. 야마다 하나타로(7席→3席. 山田花太郞)
성우 - 미야타 코우키 / 정혜옥
제 14 상급 구호반 반장.
여화 침입 사건 당시 수감된 쿠치키 루키아를 동정하여 쿠로사키 이치고 일행을 도왔다.
겁이 많고 소심하며 언제나 실수를 하는 덜렁이 타입.
번외 스토리에서 실수로 콘과 영혼이 뒤바뀌는 작은 해프닝이 있었음, 그 때 콘의 말에 따르면 "한심하게 생겼으면서 여자들에겐 꽤 인기있는 비주얼."이라고 한다. 실제로 인기 여부는 불명이나 여성 사신들에게 귀여운 이미지로 대표되고 있는 것은 확실함.
- 신장: 153 cm
- 체중: 48 kg
- 생일: 4월 1일
- 가족 관계: 兄 - 故(?)야마다 세이노스케(행적불명)
- 경력

1. . 전(前) 4번대 7석
2. . 현(現) 4번대 제 14 상급 구호반 반장.
3. . 현(現) 4번대 3석 (천년혈전 편 참조)

- 참백도: 호환(瓠丸)
- 시해(始解): 해방하면 작은 메스 형태로 변형하며, 보기엔 참 볼품없다.
- 참백도 시해 언령: "채워라, 호환."
- 시해 능력: 상대를 벨 때마다 상대의 데미지를 흡수한다. 흡수한 데미지가 임계점에 달해 응축되면 주색호환(朱色瓠丸)으로 변형해 지금까지 흡수한 데미지를 한꺼번에 방출하는 공격 참백도로 변형한다.
- 만해(卍解): 없음
- 만해 능력: 없음

8석. 오기도 하루노부(8席. 荻堂春信)
작중엔 별로 비중이 없다.
말참견하며 끼어드는 걸 좋아하며, 특히 3석인 이에무라에게 딴죽을 건다.
- 신장: 170 cm
- 체중: 65 kg
- 생일: 12월 13일
- 경력

1. . 현(現) 4번대 8석
2. . 4번대 제 1 상급 구호반 부반장

## 5번대
전 대장. 아이젠 소스케(前 隊長. 藍染惣右介)
웨코문드 참조.
대장. 히라코 신지(隊長. 平子眞子)
바이저드 참조.
부대장. 히나모리 모모(副隊長. 雛森桃)
성우 - 사쿠마 쿠미 / 정유미
아바라이 렌지, 키라 이즈루와 진앙영술원 동기이며, 히츠가야 토시로와는 서쪽 루콘 家 제 1지구인 윤림안 출신인 고향 친구이다.
착하고 여린 성격. 아이젠 소스케를 굉장히 존경하고 연정을 품었으며, 진앙영술원을 졸업한 후 부단히 노력을 거쳐 5번대에 입각해 부대장의 자리에까지 올라왔으나 그가 소울 소사이어티를 배신하고 그녀를 이용해왔다는 사실에 마음에 깊은 상처를 입었다. 지금은 그래도 많이 나아지긴 했지만 아직까지 아이젠을 잊지는 못하고 있는 모양.
뛰어난 귀도 실력을 갖고 있다. 남들은 생각도 못하는 귀도 배합에 자유로우며 한 귀도와 다른 귀도를 융합시켜 자신만의 형태로 다시 창조시키는 등 귀도에 있어서는 달인 수준의 실력자.
취미인 독서는 아이젠이 다 읽었던 책을 빌려 보다가 취미로 발전해 지금은 도서관에 열심히 다니면서 독파할 정도로 발전했다.
그림실력도 좋아 정령정통신이나 다른 석관들의 단행본의 삽화 제작도 담당하고 있으며 꽃꽂이에도 관심을 가져 4번대에서 열리는 꽃꽂이 교실에도 참가한다.
귀여운 외모로 인해 다른 사신들에게 인기가 엄청나게 많으며 술이 약하고 8번대 부대장 이세 나나오와는 독서 친구.
- 신장: 159 cm
- 체중: 46 kg
- 생일: 6월 3일
- 취미: 독서 / 루콘 家의 할머니 댁에 가거나 도서관 가기.
- 특기: 그림
- 좋아하는 음식: 복숭아
- 싫어하는 음식: 자두
- 참백도: 비매(飛梅)
- 시해(始解): 해방하면 칠지도 형태의 검으로 변형한다.
- 시해 능력: 폭발하는 불덩이를 도신에서 발사하는 능력을 가진 염열계(炎熱系) 참백도.
- 참백도 시해 언령: "터져라, 비매."
- 만해(卍解): 없음
- 만해 능력: 없음

## 6번대
쿠치키 뱌쿠야(朽木白哉), 대장
아바라이 렌지(阿散井戀次), 부대장

## 7번대
코마무라 사진(狛村左陣), 대장
성우 - 이나다 테츠 / 이장원
- 235 cm, 155 kg, 8월 23일 생.
- 참백도 시해: 천견(天譴)
- 참백도 시해 언령: "울려퍼져라, 천견."
- 참백도 만해: 흑승천견명왕(黑繩天譴明王)

거대한 몸집과 개의 얼굴을 가져 사람들로부터 멸시를 받아왔다. 그의 실력을 유일하게 알아보고 거둬 준 야마모토 겐류사이 시게쿠니를 무척 존경한다. 토센 카나메와 깊은 친분을 쌓았으나, 그의 배신으로 마음에 큰 상처를 입었다. 여화 침입 사건 당시 자라키 켄파치와 잠시 겨뤘고, 아이젠 소스케에게 도전했으나 패하였다. 사려 깊으면서도 화끈한 성격.
퀸시의 침략 때 만해를 강탈 당했다.
이바 테츠자에몽(射場鐵左衛門), 부대장
성우 - 니시 린타로 / 최준영
- 182 cm, 79 kg, 7월 18일 생.
- 경력

1. 현(現) 소울 소사이어티 호정 13대 7번대 부대장.
2. 현(現) 남성사신협회장.

- 참백도 시해: 아직 밝혀지지 않음.
- 참백도 시해 언령: 아직 밝혀지지 않음.
- 참백도 만해: 아직 밝혀지지 않음.

참권주귀(斬拳走鬼)를 고루 갖춘 만능형. 여화 침입 사건 당시 마다라메 잇카쿠와 겨뤘다.
잇칸자카 지로보(一貫坂慈樓坊), 전(前) 4석
성우 - 나카타 카즈히로 /
- 231 cm, 150 kg, 1월 8일 생.
- 참백도 시해: 벽오(劈烏) 칼날이 분해되어 수많은 수리검 형태로 바뀐다.
- 참백도 시해 언령: "날개짓하시오, 벽오."
- 참백도 만해:없음.

4대 정령문 중 서쪽 백도문 문지기 잇칸자카 지단보의 동생. 칼바람라는 별명을 갖고 있었다. 여화 침입 사건 당시 이시다 우류에게 백수와 쇄결을 파괴당하여 모든 영력을 잃었다.

## 8번대
대장. 쿄라쿠 슌스이(隊長. 京樂春水)
성우 - 오오츠카 아키오 / 민응식
상급 귀족인 쿄라쿠 家의 차남이다. 본래 쿄라쿠 家는 문무에 뛰어난 가문이지만 본인은 그것에 얽매이는 것이 싫어 마음대로 놀며 돌아다니다가 결국 부모님의 강제적 권유로 인해 억지로 진앙영술원에 입학했다.
절친이자 동기로 13번대 대장 우키타케 쥬시로가 있으며 쥬시로와 함께 진앙영술원에서 배출한 첫 번째 대장이 된다. 총대장의 판단에 따르면 여자를 밝히고 행색이 경박하지만 사려가 깊고 진실을 꿰뚫어보는 힘이 탁월하다고 한다. 전투능력 또한 강력해 호정 13대에서도 수백 년 이상 동안이나 대장 자리를 지켜온 4명의 대장(쿄라쿠 슌스이, 우키타케 쥬시로, 우노하나 레츠, 야마모토 겐류사이 시게쿠니) 중 한명인 실력자이다.
10번대 부대장인 마츠모토 란기쿠와는 술친구이며, 유일하게 야마모토 총대장을 총대장이라 부르지 않고 야마 영감님이라고 부르기도 한다. 삿갓과 대장 하오리 위에 걸친 꽃무늬 분홍 망토는 여성용 싸구려지만 머리에 꽂고 있는 비녀(형수님의 것이라는게 천년혈전에서 밝혀진다)는 상당한 고급품이다.
소울 소사이어티에 루키아를 구하기 위해 쳐들어온 이치고 일행을 도와 루키아가 쌍극 언덕에서 처형당할 때 우키타케, 요루이치와 협력해 쌍극을 부러뜨리고 루키아를 구하는 데에 협력한다. 그 후에 반역자로 몰려 야마모토 총대장에게 심판받을 뻔했으나 그 도중 아이젠 소스케의 모반이 들통나 결국 무효되었다.
후에 아란칼과의 전투에서 프리메라 에스파다인 코요테 스타크를 쓰러뜨리기도 했다.
인기 잡지인 정령정통신에 <장밋빛 오솔길>(장미색 샛길)이라는 연애 소설을 연재하고 있으나 인기는 없고, 팬레터도 오지 않고, 그 흔하다는 생일 선물 또한 오지 않는다. 하지만 본인 소설과는 달리 본인의 사진집으로 구성되어 편찬된 <팔 베개>는 인기가 꽤 많은데 이 현상을 보고 본인이 말하길 "내 팬들은 부끄럼쟁이라서 그래."하며 인기 순위 최하위라는 것에 연연하지 않고 꿋꿋하게 <장밋빛 오솔길>을 연재 중이다. 하지만 <팔 베개>의 초판 부수가 다른 대장들의 사진집 중에서도 적으며, 지금은 재판도 안된다는 것을 본인은 모른다.
후에 퀸시들과의 천년혈투중 야마모토 겐류사이의 죽음에 이성을 잃고 말았다. 이 후 호정13번대 총대장을 맡게 된다.
- 신장: 192 cm
- 체중: 87 kg
- 생일: 7월 11일
- 취미: 술집 순회
- 특기: 낮잠
- 좋아하는 음식: 술을 넣고 빚은 만두, 정령정의 인기 주점 <쿠리야>에서 만든 지게미(술찌꺼기) 과자(나나오가 기분이 나빠 금주령을 내렸을 때, 몰래 조금씩 먹는다.)
- 싫어하는 음식: 가루 차
- 경력

1. . 전(前) 소울 소사이어티 호정 13대 8번대 대장
2. . 현(現) 소울 소사이어티 호정 13대 1번대 대장
3. . 현(現) 소울 소사이어티 호정 13대 총대장

- 참백도: 화천광골(花天狂骨)
- 시해: 소울 소사이어티 전역에 단 2대 존재하는 이도일대(二刀一戴)의 참백도, 해방 전에는 장도와 단도로 이루어져 있으며 해방 후에는 양쪽 다 전통 모양의 거대 쌍검으로 변형한다.
- '시해 능력: 어린 아이의 놀이를 현실에 구현화시켜 공격한다. 놀이의 룰은 화천광골이 마음대로 정하며 화천광골의 영압 범위 내에 있는 자(쿄라쿠 본인을 포함)는 모두 놀이의 참가자가 되어 같이 화천광골이 정한 룰에 따라 강제적으로 놀이에 참여해야 한다. 놀이의 규칙에 따라 싸우며, 졌을 경우 죽음으로 갚아야 한다.
- 참백도 시해 언령: "화풍이 흐트러지니 화신이 울고, 천풍이 흐트러지니 천마가 웃는다, 화천광골(花天狂骨)"
- 참백도 만해: 화천광골 고송심중(花天狂骨 枯松心中)
- '참백도 만해 능력: 어른들의 동반자살을 구현화한다. 영압 범위에 있으면 사이좋게 당하며 쿄라쿠도 예외가 아니다.

- 기술
  - 부정독악(不精獨樂) - 화천광골을 들고 고속회전하면서 일으키는 검풍을 상대에게 날리는 기술이다.
  - 당지(撞指) - 검지와 중지를 상대의 등 뒤에 대고 그대로 힘을 주어 상대를 멀리 날려버리는 기술이다.
  - 참귀(斬鬼) - 화천광골의 능력을 이용한 기술, 일명 키다리 귀신 놀이. 제일 높은 위치에 올라가는 사람이 이기는 놀이이며 상대보다 높은 곳에 올라가야 자신의 공격이 상대에게 맞거나 혹은 맞을 찬스가 생기게 된다.
  - 영귀(影鬼) - 화천광골의 능력을 이용한 기술, 일명 그림자 귀신 놀이. 상대의 그림자를 밟은 사람이 이기는 놀이이며 상대의 그림자를 밟을 경우 상대의 그림자를 통해 검격을 가할 수 있게 된다.
  - 염귀(艶鬼) - 화천광골의 능력을 이용한 기술, 일명 색깔 귀신 놀이. 서로가 차례차례로 색깔을 말하며 공격하는 놀이이며 자신에게 가장 많이 있는 색이나 상대에게 가장 적게 있는 색을 말하면서 베면 무조건적으로 치명상을 입히게 된다. 단, 상대에게 많이 있거나 자신에게 별로 없는 색깔을 말하면서 베면 아무리 강력하게 공격을 해도 데미지는 최소화된다.
  - 약속 - 화천광골의 기술중 하나.

화천광골 중 오하나는 이기술을 쓰기 싫어한다고 한다.
부대장. 이세 나나오(副隊長. 伊勢七緖)
성우 - 나바타메 히토미 / 이소은
8번대의 부대장이긴 하지만 늘 술만 마시고 놀러다니기 바쁜 쿄라쿠로 인해 거의 8번대의 전 실권을 부여잡고 있는 처지. 쿄라쿠가 업무태만일 때마다 못마땅해하며 늘 무섭게 고함을 지르며 쿄라쿠를 찾아다니기 바쁘다.
쿄라쿠와는 늘 트러블이 생기지만 발렌타인 데이 때는 초콜릿을 기대하는 쿄라쿠에게 매정하게 대하면서도 초콜릿을 만들어주는 등 츤데레 끼와 함께 새침한 면을 보여주기도 한다. 또, 어려운 일이 있을 때에는 쿄라쿠에게 의지하기도 한다.
110년 전 당시 과거에는, 8번대에서 가장 어린 대원이었으며 당시 부대장인 야도마루 리사와는 도서관에서 하루에 1번씩 만나면서 책을 읽는 등 친했던 사이였다.
도서관에서 자주 보는 히나모리 모모와는 좋은 독서 동기이며 서로 재미나게 읽었거나 감명 깊게 읽었던 책을 소개하기도 하고 책 1권을 주제로 논술 토론을 하기도 한다. 히나모리가 아이젠에게 습격당해 입원했을 때도 틈틈이 책을 선물로 가져다주며 문병을 하기도 했다.
인기 잡지인 정령정통신에서 연재 중인 질문 및 고민 상담 코너인 <적당히 해주세요>는 항상 정령정통신 랭킹 TOP 3안에 들 정도로 인기가 많으며 매달 팬레터와 선물을 산더미처럼 받는다. 주로 남성 독자들에게 인기가 많다.
- 신장: 164 cm
- 체중: 48 kg
- 생일: 7월 7일
- 취미: 독서
- 특기: 계산
- 좋아하는 음식 :양갱
- 싫어하는 음식 :가루 차
- 휴일 보내는 법 :정령정 도서관에 가거나 쇼핑(새 머리핀을 알아보는 중)
- 경력

1. . 현(現) 소울 소사이어티 호정 13대 8번대 부대장
2. . 현(現) 소울 소사이어티 호정 13대 1번대 공동 부대장
3. . 여성사신협회 부회장

- 참백도: 팔경검/(八鏡劍/이세 가문의 고유 참백도)
- 참백도 능력: 칼날이 서 있지 않아 일반적인 적은 베지 못하나 신(영왕)과 관련된 것을 무조건적으로 벨 수 있다.

## 9번대
전(前) 대장.토센 카나메(東仙要)
웨코문드 참조.
대장.무구루마 켄세이(六車拳西)
바이저드 참조.
부대장.히사기 슈헤이(檜佐木修兵)
성우-코니시 카츠유키 / 최지훈
루콘가 출신으로 "진앙영술원" 2061기생(입학시험에 2번 떨어짐). 재학 중에는 이미 호정 13대가 내정되어 그 당시에 석관에 드는 것이 확실하다고 여겨진 우등생이다. 키라, 모모, 렌지의 5년차 선배이다. 평소성격은 쿨하고 성실한 강경파지만 "카라브리 플러스"나 단행본 짜투리 페이지 등에서는 연모하는 란기쿠로 망상하다 코피를 뿜거나 부드럽고 호색한 모습도 있다.또한 급료일 전에 급료를 다 써버리거나 란기쿠,키라와 함께 술만 마신 결과 "종합구호소"에서 족혈 마사지를 받으며 죽을락 하는등 계획성 없는 모습도 보인다. 과거 자신을 호로로부터 구해준 전 9번대대장 무구루마 켄세이를 동경해 그에 따라 문신을 새긴다.왼쪽눈의 흉터는 호로와싸우던중 생긴 흉터. 전 9번대대장 토센을 대신해 편집장을 대행중이다.덧붙여 그의 신연재 '가르쳐줘요! 히사기선생님!!' 은 1화 랭킹이 밑에서 3번째라는 심각한 결과로 앙케이트 안에 란기쿠가 투표한 엽서를 보고 3일간 편집장실에서 나오지 않았다 한다.(본인도 모르는 사이 연재 3회만에 강판당함)
그리고 자신의참백도(인거 같지만 실제로는 n년지기친구에 가까운)인 풍사와는 거의 개그콤비와 전투콤비로서 활약중이다.
- 신장:181 cm
- 체중:78 kg
- 생일:8월 14일
- 취미:음악
- 좋아하는 음식:비엔나
- 싫어하는 음식:성게
- 경력

1.현(現)소울 소사이어티 호정 13대 9번대 부대장
2.현(現)남성 사신협회 이사
3.현(現)정령정통신 편집장 대행
- 참백도:풍사(風死)
- 시해(始解):해방하면 날이두개가달린 낫이 두개가되며 쇠사슬로 연결되어있다. 본인은 참백도가 목숨을 앗아가는 형태를 했다며 자신의 참백도를 싫어한다.
- 참백도 시해 언령:"베어라, 풍사."
- 시해능력:직접공격게 참백도로 매우 빠른 속도로 날아간다. 히사기 본인도 풍사의 움직임을 읽을 수 없을 정도라고 한다.
- 만해(卍解):풍사교승(風死??)
- 만해능력:서로를 쇠사슬로 연결해 강제적으로 무승부로 만드는 능력이다.
- 참백도 실체화:날렵한 얼굴의 생김새에 재빠르다.

양손에는 풍사를들고 있으며, 히사기와는 서로 앙숙같은 사이다. 속임수의달인이자 얍삽이계의 큰손이고, 사디스틱하고 약삭빠른 성격이다.

## 10번대
전대장. 시바 잇신(志波一心)
- 성우 - 모리카와 토시유키 / 장광
- 186cm 80kg AB형 12월 10일
- 前 10번대 대장 (바이저드 사건 이후)
- 참백도 시해: 염월(剡月)
- 참백도 시해 언령: 불태워라 염월
- 참백도 만해: 아직 밝혀지지 않음

쿠로사키 이치고의 아버지이자 쿠로사키 병원의 원장 가족들에게서는 수염(ヒゲ)으로 불린다. 평상시엔 매우 점잖지 않은 모습을 보이나 사신의 모습으로 있을 땐 진지한 모습을 보인다. 매일 아침 쿠로사키 이치고의 진을 빼놓으려고 하지만 성공한 횟수보다는 실패한 횟수가 더 많다.
대장. 히츠가야 토시로(日番谷冬獅郞)
부대장. 마츠모토 란기쿠(松本亂菊)
성우 - 마츠타니 카야 / 소연
루콘 가 출신으로 전 3번대 대장인 이치마루 긴과는 소꿉친구이자 진앙영술원 동기로 란기쿠가 길가에 쓰러진 것을 긴이 구해줘 둘이 같이 살게 되었다. 그녀의 생일인 9월 29일도 본래 생일이 없던 란기쿠를 긴이 자신과 만난 날로 정해준 것.
사신이 되고 나서 서쪽 루콘 가 제 1지구 쥰린안에서 당시 사신이 아닌 일개 시민이었던 토시로와 조우, 한눈에 토시로의 재능을 눈치채고 사신이 되라는 권유를 하기도 한다.(히나모리 모모가 진앙영술원 5학년에 진학한 시점이기 때문에 현재로부터 약 50년 전)
실내 업무는 지겹다고 자주 땡땡이를 쳐 토시로에게 늘 혼난다. 하지만 반성의 기미는 전혀 없으며 천방지축에 기분파이며 게으르기 짝이 없다. 하지만 아름다운 외모와 글래머러스한 몸매, 큰 가슴으로 인해 남성 사신들에게 꽤 인기가 많으며 히사기 슈헤이나 이바 테츠자에몽도 그녀를 흠모하는 남자들에 포함되어 있다.
과거에 란기쿠가 쓰러졌던 이유는 루콘 가 주민들을 대상으로 한 아이젠의 붕옥 실험 때문이었으며 긴은 그 때부터 지금까지 아이젠에게 원한을 품고는 빼앗긴 란기쿠의 혼을 찾아 지금까지 분투해왔던 것이다. 물론 란기쿠에게는 비밀로 하고 말이다.
일본 무용을 좋아하며 사패장 말고 비단 가게에서 특별 주문한 옷을 몇 벌이나 갖고 있지만 그 옷을 사느라고 낭비가 심해서 술값 낼 돈도 없기 때문에 자주 누군가를 꼬셔서 술마시고 술값을 내게 한다. 그 대표 희생양으로는 히사기나 쿄라쿠.
- 신장: 172 cm
- 체중: 51 kg
- 생일: 9월 29일
- 취미: 낮잠
- 특기: 일본 무용
- 좋아하는 음식: 곶감(긴도 곶감을 좋아함)
- 싫어하는 음식: 죽순(너무 두꺼워서 살이 헐기 때문에)
- 휴일 보내는 법: 한가한 사람 꼬셔서 술 마시기, 비단 가게 염탐
- 경력

1. 현(現) 소울 소사이어티 호정 13대 10번대 부대장
2. 현(現) 여성사신협회 이사

- 참백도: 회묘(灰猫).
- 시해: 해방하면 검신이 잿가루로 변한다.
- 시해 능력: 잿가루 하나하나가 칼이며 재가 뿌려진 곳을 향해 휘두르면 재가 묻은 대상은 베인다. 맨손으로도 조종이 가능하며 재의 형태나 스피드도 조종 가능
- 시해 언령: "울어라, 회묘(灰猫)"
- 만해: 불명
- 참백도 실체화: 붉은 단발에 고양이 귀가 달렸으며 분홍색의 고양이 형상을 한 옷을 입고 있고 말투도 고양이처럼 말한다. 요염하고 아름답지만 란기쿠처럼 제멋대로에 천방지축에 기분파이며 비매와는 자주 싸우지만 또 그만큼 사이가 좋다. 그러나 상당한 변태.

- 도구
  - 의혼환 - 모모네: 현세에 와서 사용한 의혼환, 말끝마다 ~베시가 붙으며 은근 변태.

- 기술
  - 고양이 윤무(猫輪舞): 회묘를 이용한 기술, 잿가루를 톱날처럼 회전시켜 상대를 에워싸는 기술. 상대가 조금이라도 잿가루에 닿으면 그 즉시 칼자루를 휘둘러 상대를 벨 수 있다.

## 11번대
대장. 자라키 켄파치(更木劍八)
부대장. 쿠사지시 야치루(草鹿やちる)
성우 - 모치즈카 히사요 / 류점희(투니버스), 이주은(대원방송)
소울 소사이어티에서 2번째로 치안이 나쁜 루콘 가 북쪽 제 79지구 쿠사지시 출신. 자신의 성 역시 자신이 자란 지구에서 따왔으며 야치루란 이름은 켄파치가 직접 지어주었다("야치루"라는 이름의 주인은 4번대 대장 우노하나 레츠로써, 자라키 켄파치가 아직 어릴 때 처음 우노하나와 싸운 후 우노하나를 동경하게 되었고, 그 이름을 쿠사지시 야치루에게 지어줬다). 갓난아기 시절에 켄파치를 만나 거둬지면서 인연을 시작, 지금까지 함께 하고 있다. 다른 이들이 보기엔 괴물처럼 여기며 어려워하는 켄파치를 "켄~"(켄 짱)이라고 부르면서 친근하게 대하는 유일한 1인이며 언제나 켄파치의 어깨를 특등석으로 정하고 늘 앉아 있다.
켄파치가 하는 말 외엔 전부 무시하고 듣지를 않기 때문에 11번대 대원들을 포함해 다른 곳에서 꽤 민폐 끼치는 모양이지만 누구보다도 허물없고 순수한 성격이기 때문에 어딜가서나 귀여움과 사랑을 독차지하는 11번대의 유일한 홍일점. 타인에게 별명 지어주기를 좋아하지만 대부분 단시간에 까먹는다.
켄파치와 마찬가지로 유일하게 입대시험을 보지 않고 곧바로 부대장이 될 정도의 실력자이며, 11번대 대원들이 켄파치 다음으로 무서워한다. 또, 마냥 어린 아이가 아닌 엄연히 전투 부대인 11번대 부대장이라는 것을 확인시켜주는 묘사가 많이 있다.(영압으로 상대 제압 / 켄파치를 들쳐업고 장거리 점프를 하거나, 11번대 대원들을 괴롭힐 때 잇카쿠를 들쳐업고 내동댕이 칠 정도의 괴력 / 바로 앞에서 눈치를 못 챌만큼 빠르게 접근)
호정 13대 전 대원 중 최소 및 최경량의 사이즈를 자랑하며 자신의 키보다 큰 참백도 때문에 칼 끝에 잇카쿠가 만들어준 보조바퀴를 달고 다님.
켄파치와 마찬가지로 영압 탐지 능력이 굉장히 떨어지기 때문에 누군가를 찾을 때나 접선을 할 때는 그냥 자기 직감을 믿고 맞기라면서 켄파치를 이끌지만 정작 본인도 엄청난 방향치.
켄파치가 낮잠 잘 때면 혼자 놀기 심심하기 때문에 소울 소사이어티 전역을 누비고 다니는데 현재는 넓고, 아름답고, 뭐든지 다 갖추고 있는 쿠치키 저택을 마음에 쏙 들어하며 여성사신협회 비밀 아지트를 만들어 운영하고 있다. 여성사신협회 이사라는 중요한 직책을 맡고 있음에도 불구하고 운영비를 가지고 과자, 사탕을 사먹는데 다 탕진하고 있으며 그렇게 사 모은 과자, 사탕들을 보물 취급하면서 쿠치키 저택의 빈 방에 보관하고 있다.(뱌쿠야는 모름)
TVA판 아란칼~웨코문드편 익화 미니코너에선 뱌쿠야가 쿠치키가의 저택(이라고 읽고야치루의 놀이터라 쓴다) 을 왜 활보하냐는 질문에 "넓으니까~~!!"라고 짤막하게 대답한후 자신의 참백도를 킥보드'처럼' 타고 쿠치키가 저택의 또다른 저편으로 사라졌다.
7기에선 가짜 켄파치를 상대하는 진짜켄파치가 피하라하자,근처 기둥을 나무처럼 타고오르는 인간계(현실)에선 상상도못할 엄청난 속도와 기술(?)로 기둥 위로 올라가 진짜켄파치와 가짜켄파치의 전투를 관람했다.
6~7기5화에선 자신의 아내를 죽인 호로를 찾는 마사요시에게 마사요시 자신에 대한 이야기를 해줬다
- 신장: 109 cm
- 체중: 15.5 kg
- 생일: 2월 12일
- 취미: 과자 먹기
- 특기: 잠입(주로 쿠치키 가 저택에 많이 잠입한다.), 오셀로 게임
- 좋아하는 음식: 별사탕
- 싫어하는 음식: 없음
- 휴일 보내는 법: 여성사신협회 멤버들을 불러 같이 논다.
- 경력

1. 현(現) 소울 소사이어티 호정 13대 11번대 부대장
2. 현(現) 여성사신협회 회장

- 참백도: 삼보검수(三步劍獸)
- 시해: 불명
- 시해 언령: 불명
- 만해: 불명
- 참백도 실체화: 없음

3석. 마다라메 잇카쿠(3席. 斑目一角)
성우 - 히야마 노부유키 / 이주창
루콘 家 출신으로 11번대 5석인 아야세가와 유미치카와는 루콘 家에서 살 때부터 함께 지낸 오랜 친구 사이이다.
11번대에서 2번째로 강한 사내(야치루는 여자이므로 제외)로 통칭되어있으며, 본인도 자기 자신을 소개할 땐 그 점을 강조하기도 한다.
엄청난 전투광이며 싸울 때도 확실히 이기는 것을 목표로 하는 것이 아니라 자기가 최고로 즐길만한 싸움을 목표로 하기 때문에 다수: 1의 싸움에는 흥미를 전혀 보이지 않기도 한다.
3석의 자리에 있긴 하지만 참백도의 만해까지 터득했을 정도의 실력자이며 부대장이나 대장 자리에 올라갈 자격이 충분하지만 본인은 켄파치의 밑에서 싸우다 죽는 것을 무엇보다 희망하기 때문에 딱히 계급에 욕심을 내지는 않는다. 하지만 자신의 만해가 알려질 경우, 주위에서 부대장이나 대장의 자리를 권유하는 귀찮은 일이 벌어질 것을 염려해 본인은 렌지나 유미치카, 테츠자에몽 3명을 제외하고는 자신의 만해를 비밀로 하고 있다.
렌지를 비롯해 여러 남자들에게 자신의 싸움법이나 도리를 전수하기도 했으며 자신이 독자적으로 고수하고 있는 <죽일 상대에게는 자신의 이름을 밝힌다>라는 특별한 격식을 지니고 있다. 이 격식은 자신이 싸움법을 전수한 이들에게 마지막으로 알려주곤 한다.
대머리지만 대머리라고 부르는 것을 엄청나게 싫어하며 대머리라고 부른 사람에게 목검으로 일격을 가하기도 함. 하지만 야치루는 대머리를 이용한 온갖 별명으로 잇카쿠를 놀려먹는다.("민둥산", "파칭코구슬" 등등)
자신이 운이 좋다고 생각할 땐 운수대통 춤이라는 자신이 고안한 이상망측한 춤을 추기도 하는 일면도 있으며, 의외로 애들한텐 자상해서 야치루의 키보다 큰 참백도가 땅에 질질 끌리지 않도록 장난감 바퀴를 달아주거나 야치루의 생일날 킥보드를 선물해주는 등 상냥한 면도 있다.
- 신장: 182 cm
- 체중: 76 kg
- 생일: 11월 9일
- 경력

1. 현(現) 소울 소사이어티 호정 13대 11번대 3석

- 참백도: 귀등환(鬼燈丸)
- 시해(始解): 해방하면 검의 형상에서 창의 형상이 되며, 때에 따라 삼절곤으로도 바뀐다. 칼자루 끝에는 지혈제가 있기도 하다.
- 시해 능력: 별다른 특수 능력은 없는 직접공격계 참백도. 창으로 거리를 조절하며 삼절곤으로 근접전에 유리하게 바뀌는 등 육탄전에 유용하게 쓰인다.
- 시해 언령: "뻗어라, 귀등환!"
- 만해(卍解): 용문귀등환(龍紋鬼燈丸)
- 만해 능력: 굵은 쇠사슬로 이루어져 있는 창 2자루와 도끼 날 1자루로 이루어져 있으며 도끼 날에는 용 문장이 새겨져 있다. 성격이 불같은 잇카쿠와는 달리 굉장히 느긋하기 때문에 만해를 할 때도 처음에는 별로 힘을 발휘하지 않는다. 공격을 받으면 용 문장이 붉은색으로 변하는데 이 용 문장이 완전히 붉게 물들면 그 때 만해의 혼신의 일격을 지닌 공격을 날릴 수 있게 된다.
- 참백도 실체화: 구릿빛 피부를 지닌 거대한 남성의 형상, 주황색의 긴 머리를 지녔으며 눈가에는 잇카쿠랑 똑같이 붉은색 눈화장이 칠해져 있다. 굉장히 느긋하고 낙천적인 성격. 잇카쿠와 같이 운수대통 춤을 가끔 추기도 한다.

- 도구
  - 목검(木劍): 잇카쿠가 대련을 하거나 위협용으로 사용하는 목검
  - 의혼환 - 블루스: 잇카쿠가 소유하고 있는 의혼환, 겁쟁이의 성격이며 말끝마다 "으허~!"를 붙이는 것이 특징.

5석. 아야세가와 유미치카(5席. 綾瀬川弓親)
성우 - 후쿠야마 쥰 / 김광국
루콘 家 출신으로 11번대 3석인 잇카쿠와는 루콘 家에서 살 때부터 함께 지낸 오랜 친구 사이이다. 호정 13대에 입대한 것도 잇카쿠를 따라 사신이 되어 입대한 것.
아름다운 것을 좋아하고 아끼지만 정작 아름다운 것을 보면 굉장히 질투심을 느끼는 진성 나르시스트이며, 아름다움에 대한 기준이 상당히 독특한데 예를 들어 11번대에 입대했을 때 3석의 자리를 원했지만 이미 잇카쿠가 차지했기 때문에 관두고 4석의 자리는 4라는 숫자에 아름다움이 없다고 생각해 결국 3이랑 미적 감각이 비슷한 5를 선택해 본인이 5석이 되었다.
귀도에 전혀 소질이 없이 오직 싸움질에만 소질이 있는 여타 11번대 대원들과는 달리 귀도에도 상당한 소질이 있으며, 본인의 참백도인 유리색공작도 귀도계 참백도이다. 하지만 11번대에 암묵적으로 존재하는 <참백도는 직접공격계 참백도만 지닐 수 있다.>라는 룰을 지키기 위해 자신의 참백도가 등나무색을 싫어한다는 것을 이용, 등공작이라고 일부러 불러 자신의 참백도를 숨기기도 한다.
- 신장: 169cm
- 체중: 64kg(61kg에서 조금 불었다.)
- 생일: 9월 19일
- 경력

1. 현(現) 소울 소사이어티 호정 13대 11번대 5석

- 참백도: 유리색공작(琉璃色孔雀) / 등공작(藤孔雀)
- 시해: 해방하면 참백도에서 푸른색 오로라가 발산되면서 공작 꼬리 깃털 모양으로 검신이 변한다.
- 시해 능력: 공작 깃털이 마치 식물 줄기처럼 상대를 포박한다. 상대를 포박한 줄기에는 꽃봉오리가 맺히게 되는데 이 꽃들은 포박한 상대의 영압을 흡수하여 자라나는 꽃들이며, 이 꽃들이 전부 다 피어나면 상대는 모든 영압을 다 흡수당해 결국 죽는다. 특이하게 유리색공작은 좋아하는 색깔 기호가 있는데 유리색(청보라색)을 좋아하고 등나무색(연보라색)을 싫어한다. 그래서 등공작이라고 부르면 삐쳐서 중간까지만 해방하며, 이 때는 5갈래의 원형 칼날 형태로 변한다.
- 시해 언령': ' / "피어라, 등공작!" / "갈기갈기 찢어져라, 유리색공작!"
- 만해: 없음
- 만해 능력: 없음
- 참백도 실체화: 팔에 공작 깃털처럼 화려한 무늬의 푸른 소매가 달린 아름다운 청년의 모습을 하고 있다. 터번을 두르고 있으며 이마부분에는 커다란 깃털 하나를 꽂아 포인트를 주었다. 하반신은 공작 깃털처럼 화려하게 장식되어 있으며 다리가 새의 다리이다. 유미치카랑 똑같이 고압적이고 거만하며 자신의 아름다움에 엄청난 긍지를 지니고 있으며 등공작이라고 부르면 엄청나게 히스테리를 부린다.

## 12번대
대장. 쿠로츠치 마유리(隊長. 涅マユリ)
부대장. 쿠로츠치 네무(副隊長. 涅ネム)
성우 - 쿠기미야 리에 / 김보영
12번대 대장인 쿠로츠치 마유리가 의해(義骸) 기술과 의혼(義魂) 기술을 동원해 만들어낸 의사혼백(疑似魂魄)으로 마유리의 혈액을 매개체로 유전자 정보를 뽑아내 기초를 생성했기 때문에 영혼도 마유리와 유사하다. 그 때문에 프로필에도 마유리와 겹치는 것이 많으며 마유리 본인이 딸로 인정했다.
마유리의 개조로 인해 마유리의 만해인 금색소쇄지장의 능력 중 하나인 맹독은 통하지 않으며 부대장이 왼쪽 팔에 착용하는 부관장 뒷편에는 해독제가 들어있다.
여성사신협회의 부대장 대리로 있으며 부회장인 나나오가 부재일 시 옆에서 회장인 야치루를 보필한다. 야치루가 네무를 마음에 들어하여 잘 대해주다 보니까 어느새 아버지인 마유리보다 훨씬 더 야치루에게 충성적이며 야치루로부터 차기 여성사신협회 부회장으로 간택받아 야치루 부탁으로 인해 쿠치키 저택 아지트를 만든 장본인이다.
- 신장: 167 cm
- 체중: 52 kg
- 생일: 3월 30일
- 경력

1. . 현(現) 소울 소사이어티 12번대 부대장
2. . 현(現) 여성사신협회 부회장 대리

- 취미: 실험
- 특기: 인체 실험
- 좋아하는 음식: 꽁치
- 싫어하는 음식: 파
- 휴일 보내는 법: 정령정통신을 구석구석 읽는다.
- 참백도: 불명
- 시해(始解): 불명
- 시해 능력: 불명
- 시해 언령: 불명
- 만해(卍解): 불명
- 만해 능력: 불명

```
13번대 
```

- 우키타케 쥬시로(대장)
- 성우 :김나영
- 경력:35년
- 생일:1988년생

1. 현직: 소울 소사이어티 호정 13대 13번대 대장
2. 현제 :호정13대사신대행지부 이사장
3. 위치:울산광역시 KTX울산역 금야드림펠리스3총
4. 주소:울산데연발달센터사신대행국
5. 사단법인한국대한사신파견지사
6. 제단법인한국사신대행헙회분부

- 참백도 시해: 쌍어리(雙魚理). 상대의 공격을 흡수한 뒤 위력과 타이밍을 조절하여 방출하는 능력을 갖고 있다. 소울 소사이어티에 단 두 자루 존재하는 이도일대(二刀一對)의 참백도.
- 만해: 불명

하급귀족 우키타케 가문 8남매의 장남으로, 부모형제는 물론 친족 반 이상의 생활을 혼자 감당하고 있는 효자. 유아 시절 폐병이 발병하여 3일만에 백발이 되었으며, 그 때문에 아직까지도 몸이 허약하다. 이름의 음운이 비슷한 히츠가야 토시로를 일방적으로 좋아하여 보기만 하면 먹을 것을 주고 싶어한다. 우노하나 레츠, 쿄라쿠 슌스이와 함께 200년 이상 대장 직위에 있어 온 실력자.
- 쿠치키 루키아 (부대장)
- 생일:1999년생
- 성우:장홍우

1. 직업:여성사신
2. 현직:데연여성사신헙회장

- 시바 카이엔志波海燕 (부대장)
- 성우:이영화

"생일 :10월 27일 생.
- 참백도 시해: 열화(捩花). 물을 다루는 유수계(流水系) 참백도. 트라이던트 형태를 하고 있다.
- 참백도 시해 언령: "수천에 용솟음쳐라, 열화."
- 참백도 만해: 아직 등장하지 않음.

시바 쿠우카쿠의 오빠이자 시바 간쥬의 형으로, 웃음이 많고 원만한 성격의 전형적인 호남형 인물. 쿠치키 가문의 사람이라 다른 사람들이 어려워했던 쿠치키 루키아에게 허물없이 따뜻하게 대해주었다. 같은 부대의 3석이었던 아내의 부대가 상주형 호로 하나에게 전멸하자, 대장 우키타케 쥬시로와 루키아와 함께 호로가 상주하고 있는 곳으로 찾아갔다. 카이엔은 아내의 복수를 위하여 홀로 호로와 맞섰으나, 호로의 능력에 의해 카이엔의 혼백이 호로의 혼백과 융합되어 영원히 분리할 수 없게 된 사태가 벌어졌고, 결국 카이엔은 루키아의 손에 죽음을 맞이했다. 그 이후 웨코문도로 가게 된 카이엔의 몸은 아란칼 아로니로 아루루에리에게 먹혀서 아로니로 아루루에리가 그 몸을 위장용으로 쓰게 된다.
코츠바키 센타로(대리)
- 성우 :나수인
- 생일: 9월 22일 생.
- 경력:현(여성사신협회이사)

코테츠 키요네(대리)
- 성우 :김주영
- 생일:7월9일생

- 경력: 현(現) 여성사신협회 이사

```
쿠루마다니 젠노스케(대원)
```

- 성우 :박순찬
- 생일:6월 25일 생
- 소속:데연가사신분부

데연가
루콘가란 혼장된 플러스령이 최초로 오는 장소로 어떤 사신에게 혼장되는가에 따라서 1에서 80까지의 숫자를 가진 루콘가 지역으로 떨어진다. 그렇기 때문에 사별한 가족이 만나는 경우는 거의 없다고 봐도 좋다.
```
4대 정령문(四大瀞靈門)
```

```
잇칸자카 지단보(협력 문지기)
```

- 성우 :안이산
- 소속:4대정정문

```
카이완(문지기)
```

- 아군:호정13대전원
- 성우:정미경

```
단조마루(협력문지기)
```

- 성우:한다경
- 적군:호정13대암살친일대

```
히고뉴도(협력문지기)
```

- 성우:정희원
- 아군삼남마을호정13대

## 웨코문드(Hueco Mundo)
아이젠 소스케
이치마루 긴
토센 카나메
성우 - 모리카와 토시유키/송준석
- 경력: 전(前) 소울 소사이어티 호정 13대 9번대 대장
- 참백도 시해: 청충(靑蟲)
- 참백도 시해 언령: "울어라 청충"
- 만해: 청충종식 염마실솔
- 레스렉시온: 그리자르 그리조
- 레스렉시온 언령: "청충백식(靑蟲百式) 그리자르 그리조"

선천적인 시각 장애인이다. 항상 정의를 위해 살아가고 평화를 사랑하는 성격으로 코마무라 사진과 깊은 친분을 쌓았다. 좋아하던 어떤 여성 사신이 죽음을 맞자 그녀를 죽게 한 소울 소사이어티에 증오를 품고 아이젠 소스케를 따라 반란을 일으킨다. 코마무라와 히사기 슈헤이와의 전투에서 패배하고, 아이젠에게 버림받아 죽임을 당한다.

### 에스파다(Espada / 十刃)
프리메라 에스파다 코요테 스타크(Primera Espada Coyote Starrk)
성우 - 코야마 리키야
늘 하고 싶은 것만 골라서 하는 귀차니스트에 게으름뱅이.할일 없으면 맨날 라스 노체스 숙소에서 자는게 일상이다. 하지만 실력만은 확실하다.
너무 강했기 때문에 스타크의 주변에 몰려든 호로들은 그들이 내뿜는 기운만으로도 죽었으며 그 때문에 스타크는 너무 외로운 나머지 자신의 힘을 조금 쪼개서 분신인 리리넷을 만들어낸다. 하지만 둘이 있어도 외로운 건 마찬가지였으나 아이젠은 스타크와 리리넷의 힘을 눈여겨보고 그들을 아란칼로 만들어 각각 에스파다와 프라시온으로 삼는다.
아이카와 라부와 오오토리바시 로쥬로를 몰아붙일 정도로 굉장한 실력을 보여주었으나 끝내 쿄라쿠 슌스이에게 패하여 죽음을 맞이했다.
- 신장: 187 cm
- 체중: 82 kg
- 생일: 1월 19일
- 번호: 1번(Primera)
- 레스렉시온: 로스 로보스(群狼 / Los Lobos: 스페인어로 늑대 무리)
- 레스렉시온 구호: "쫓아내라 로스 로보스"
- 프라시온: 리리넷 진저백(Lilynette Gingerbuck)
- 구멍 위치: 가슴 골
- 계급: 바스트로데
- 죽음의 형태: 고독(孤獨)
- 해방 시 특이사항: 프라시온인 리리넷과 함께 해방해야 한다.

- 해방형태

1. . 흰색을 기조로 한 서부 시대의 카우보이 의상
2. . 다리와 팔, 목 칼라, 허리 아랫 부분에 회색의 늑대 털이 장식되어 있음
3. . 검은 색 타이즈 바지와 양 어깨 뒷쪽에 검은 색 줄 형태의 장탄
4. . 리리넷은 해방 시 총 2자루로 변형함

- 기술
  - 세로: 푸른색이며 가슴 부분에서 발사된다. 엄청난 위력을 지녔지만 스타크 본인은 준비 자세도 안 한채 그냥 무차별로 쏘아대는 실력을 보인다.총을 다룰수있는 건 스타크가아니라 리리넷인듯하다.
  - 세로 메트라제타(無限裝彈虛閃 / Cero Metralleta): 해방 후 총으로 변한 리리넷을 이용해 강력한 세로를 엄청난 스피드로 무차별 연사하는 기술 스피드도 스피드지만 세로 하나하나가 강력하기 때문에 맞으면 치명적이다. 메트라제타의 뜻은 기관단총(Submachine Gun)
  - 로스 로보스(Los Lobos): 자신의 혼백을 무수히 쪼개어 늑대 무리 형태로 만들어 동료로 부린다. 늑대 한 마리 한 마리가 스타크와 리리넷과 동일한 개념이며 이 능력이야말로 스타크와 리리넷의 본질적인 힘이다.이 늑대는 상대를 공격하기 위해 폭발을 한다.
  - 콜미조(Coimillo): 검은 장탄에서 영자로 구성된 무기를 발현해 공격하는 기술 주로 검 형상을 많이 사용하며 검 말고 다른 형상도 사용 가능

세군다 에스파다 바라간 루이젠번(Segunda Espada Barragan Luisenbarn)
성우 - 이즈카 쇼조/ 최한(애니맥스)
아이젠 소스케가 붕옥을 탈취하고 소울 소사이어티에서 웨코문드로 넘어오기 전까지는 라스 노체스에서 스스로 대제(大帝)라 칭하며 웨코문드의 왕으로 군림했었다. 하지만 아이젠과 긴 토센으로 인해 성을 강탈당하고 그 이후로 계속 아이젠을 증오해오며 언젠가는 아이젠을 죽여버릴 것을 다짐한다.
거만하고 기본적으로 상대방을 업신여기는 성격이며 난폭하지만 기품 있는 임금의 말투를 사용한다.
우쇼다 하치겐이 노화되어 썩어가는 자신의 오른팔을 바라간의 몸 속으로 전송시킴으로써 죽음을 맞이했다.이때 바로 바라간이 아이젠에게 무기를던져 죽이려했다.
- 신장: 166 cm
- 체중: 90 kg
- 생일: 2월 9일
- 번호: 2(Segunda)
- 레스렉시온: 아로간테(髑髏大帝 / Arrogante: 스페인어로 거만함)
- 레스렉시온 언령: "썩어라 아로간테"
- 프라시온: 샤를로테 쿨 혼(Charlotte Chuhl-Hourne) / 아비라마 렛더(Abirama Letter) / 핑도르 캐리어스(Pydore Calias) / 치농 포우(Choe-noung Poww) / 지오 베가(Ggio-Vega) / 니르게 팔독(Nirgge Parduoc)
- 구멍 위치: 가슴 정 중앙
- 계급: 바스트로데
- 죽음의 형태: 노화(老化)
- 해방 시 특이사항: 다른 아란칼들과는 달리 완전한 해골의 형태.
- 그 외 특이사항: 초대 에스파다 7인 중 한 명(7대 죄악 중 오만)
- 해방형태

1. . 해골로 된 전신
2. . 목 부분과 소매에 아주 북실북실한 검은 털장식이 달린, 보랏빛의 전신망토를 입음
3. . 순금으로 된 화려한 왕관을 쓰고, 가슴 정중앙에 가운데에 루비 보석이 박힌 눈동자 모양의 황금 목걸이 착용
4. . 양 팔에도 순금 사슬이 달린 거대한 황금 팔찌를 차고 있다.
5. . 평소엔 해골들로 만든 옥좌에 앉아 있곤 한다.
6. . 그의 전신과 내뿜는 영압이 닿는 곳은 썩어 사라진다.

- 기술
  - 세네스센시아(Senescensia): 바라간이 사용하는 노화 기술을 총칭하는 말. 스페인 어로 노화(Senescence)
  - 레스피라(Respira / 死呼吸)': 입에서 내뿜는 죽음의 숨결로 검고 칙칙한 안개의 형태를 하고 있다. 접촉한 모든 물체를 노화시켜 썩게 만들어버린다. 안개의 속도가 굉장히 빠르며 어중간하게 도망치다간 몸 전체가 산산히 썩어 뼈조차 먼지로 변하게 한다. 스페인 어로 호흡하다(Breathe / 3인칭 단수형)
  - 그랑. 카이다(Gran Caida / 滅亡斧): 검은 사슬이 달린 새카맣고 커다란 도끼를 휘두르는 기술, 이 도끼 역시 공격한 모든 물체를 노화시켜 썩게 만든다. 스페인 어로 위대한 추락(Great Fall)

트레스 / 테르세라 에스파다 티아 할리벨(Tres / Tersera Espada Tear Harribell)
성우 - 오가타 메구미
금발의 머리칼과 속눈썹 그리고 에메랄드 빛 눈동자에 구릿빛 피부가 특징인 여성 호로.
아란칼들 중에서 가장 성실하고 올곧은 성격이며 자신들의 프라시온들을 아끼고 사랑한다.
아이젠에 대한 믿음도 가장 강하지만 사루가키 히요리, 야도마루 리사 히츠가야 토시로와 싸우던 도중 아이젠 소스케에게 죽임을 당한 것으로 알려졌으나 최종장 천년혈투에서 유하바하에게 붙잡힌 체로 살아있는 모습을 보였다.
- 신장: 175 cm
- 체중: 55 kg
- 생일: 7월 25일
- 번호: 3(Tres / Tersera)
- 레스렉시온: 티브론(皇鮫后 / Tiburόn: 스페인어로 상어)
- 레스렉시온 언령: "쳐라 티브론"
- 프라시온: 에밀루 아파치(Emilou Apacci) / 프란체스카 미라 로즈(Franceska Mila Rose) / 시안 슨슨(Cyan Sung-Sun)
- 구멍 위치: 아랫 배(자궁)
- 계급: 바스트로데
- 죽음의 형태: 희생(犧牲)
- 해방 시 특이사항: 해방 시 양쪽으로 거대한 파도가 나와 할리벨을 감싸안고 소용돌이치며 해방 할 때 입에 쓰고 있던 가면이 완전하게 벗겨짐
- 해방형태

1. . 입의 마스크가 벗겨지면서 눈 밑에 푸른색의 번개 문양이 생김
2. . 어깨갑주 가슴 갑주를 제외하면 거의 상반신을 노출하고 있으며 검은 속치마 위에 하얀 창살로 된 치마를 겹쳐입음
3. . 팔에도 갑주가 있으며 검은 장갑을 끼고 있고 오른손에는 상어의 생김새를 닮은 거대한 순백의 검을 들고 있다.
4. . 다리에도 순백의 갑주 형태의 하이힐을 신었다.

- 기술
  - 세로: 노란색이며 들고 있는 검을 그어내리면서 발사한다.
  - 올라 아즐(Ola Azul / 破蒼砲): 해방 전에 사용하는 기술로 창검에 푸른빛의 영압을 모아 적에게 쏜다. 스페인 어로 푸른 파도(Blue Wave). 본래 잡지 연재본에는 프로젝틸 아즐(Proyectill Azul / 蒼劍砲)이라는 명칭이었으나 정식 단행본에 와서 명칭이 바뀜
  - 이르비엔도(Hirviendo / 灼海流): 엄청난 고온의 펄펄 끓는 물을 발사 그 온도 때문에 얼음을 순식간에 녹여벼리는 것도 가능 스페인 어로 끓이다(Boiling)
  - 카스카다(Cascada / 斷瀑): 엄청난 양의 물을 압축시켜 검에 모은 뒤 내리찍듯 공격하는 기술 스페인 어로 폭포(Cascade)
  - 라. 고타(La Gota / 戰雫): 검 모양의 물 탄환을 발사하는 기술 스페인어로 물방울(The Drop)
  - 트라이던트(Trident / 三指槍): 해방한 할리벨이 고압의 안개 형태를 한 참격을 3연속으로 날린다. 토시로가 만든 얼음 분신을 두 동강냈던 기술

콰트로 에스파다 우르키오라 시퍼(Quatro Espada Ulquiorra Cifer)
퀸토 에스파다 노이트라 질가(Quinto Espada Nnoitra Gilga)
성우 - 칸나 노부토시/ 최지훈(애니맥스)
역대 에스파다 중 최고의 이에로 경도를 갖고 있으며 지금껏 자신이 에스파다 중 가장 강하다고 믿으며 살아왔다.
전(前) 트레스 에스파다였던 네리엘 투 오델슈방크를 전장에서 여자가 남자 위에 서 있다는 것이 마음에 안든다는 이유 하나만으로 증오하여 그녀의 뒤에서 몰래 머리를 공격하여 기억과 힘을 잃게 한 뒤 라스 노체스 밖으로 쫓아냈었다.
라스 노체스에서 그림죠 재거잭과 싸우던 쿠로사키 이치고를 몰아붙였으나 자라키 켄파치에게 패하여 죽임을 당했다.
- 신장: 215 cm
- 체중: 155 kg
- 생일: 11월 11일
- 번호: 5(Quinto)
- 레스렉시온: 산타 테레사(聖哭螳螂 / Santa-Teresa: 스페인 어로 사마귀를 뜻하는 어휘 중 하나)
- 레스렉시온 언령: "기도하라 산타 테레사"
- 프라시온: 테슬러 린도크루츠(Tesra Lindocruz)
- 구멍 위치: 왼쪽 안구
- 계급: 바스트로데
- 죽음의 형태: 절망(絶望)
- 해방 시 특이사항: 없음
- 그 외의 특이사항: 호로 구멍과 가면을 왼쪽 눈의 안대로 가리고 있음 과거엔 옥타바 에스파다(Ostava Espada / 第8十刃)
- 해방형태

1. . 팔이 6개가 되며 각각의 팔마다 낫을 쥐고 있는 사마귀와 비슷한 형태가 된다.
2. . 머리에는 초승달 형태의 뿔이 자라난다.
3. . 얼굴에는 왼쪽 눈을 기점으로 노란색의 흉터가 생긴다.

- 기술
  - 세로: 노란색이며 혓바닥 끝에서 발사된다.
  - 인디세 라다르(Indice Radar / 手指法): 손가락을 지면에 박아 그 손가락의 영압을 상대에게 흘려보내 상대의 역량이 얼마나하는지 감지할 수 있다. 스페인 어로 레이저 탐색(Index Radar) 갑자기나타난 자라키의영압이심상치않아 이기술을썼다.
  - 무차별 격투술: 자라키 켄파치와 비슷하게 오직 살육과 피만을 갈구하며 싸운다.
  - 이에로: 노이토라는 에스파다 가운데서 가장 이에로(피부)가 강하다.

세스타 에스파다(Sexta Espada) - 그림죠 재거잭(Grimmjow Jaegerjaques)
전(前) 세스타 에스파다(Sexta Espada) - 루피 안테노르(Luppi Antenor)
성우 - 키시오 다이스케/ 정재헌(애니맥스)
그림죠 재거잭이 토센 카나메에게 왼팔을 잃자 그를 대신하여 세스타 에스파다가 되었다.
이노우에 오리히메를 납치할 때 주의를 끌기 위하여 히츠가야 토시로, 마츠모토 란기쿠와 싸웠다.
오리히메가 그림죠의 왼팔을 다시 복구시켜 주자 곧바로 그림죠에게 죽임을 당했다.
- 신장: 161 cm
- 체중: 61 kg
- 생일: 6월 5일
- 번호: 6(Sexta)
- 레스렉시온: 트레파도라(蔦孃 / Trepadora - 스페인 어로 담쟁이넝쿨)
- 레스렉시온 언령: "졸라 죽여라 트레파도라."
- 프라시온: 없음
- 구멍 위치: 오른쪽 치골
- 계급: 바스트로데
- 죽음의 형태: 불명
- 해방 시 특이사항: 없음
- 해방형태

1. . 상반신에 해골 형태의 갑옷이 생김
2. . 갑옷 뒤쪽에 길다랗고 억센 8개의 촉수가 생겨 자유자재로 움직인다.
3. . 머리에 붙어 있던 가면의 모양이 변화함

- 기술
  - 란사 텐타쿨로(Lanza Tentaculo / 觸槍): 등에 달린 촉수를 고속으로 내질러 상대를 촉수로 관통하는 기술. 스페인어로 촉수의 창(Tentacle Lance)
  - 하울라 텐타쿨로(Jaula Tentaculo / 觸函): 등에 달린 촉수로 상대를 단단히 포박하는 기술 스페인 어로 촉수의 우리(Tentacle Cage)
  - 라 헬리세(La Helice / 船宛陣): 등에 달린 촉수 8개를 통째로 회전시켜 촉수의 범위에 있는 상대를 무차별 공격하는 기술 스페인어로 프로펠러(The Propellar)
  - 이에로 비르헨(Hiero Virgen / 强鐵處女): 촉수 끝에 무수히 많은 가시를 발생시켜 그걸로 상대를 꿰뚫어버리는 기술 이름은 중세의 고문도구인 아이언메이든에서 유래되었으며 스페인어로 강철의 처녀(Iron Virgen)

셉티마 에스파다(Séptima Espada) - 조마리 루루(Zommari Rureaux)
성우 - 쿠스노기 타이텐
에스파다 중에서 소니도가 가장 빠르다. 분신같은잔상도만들어낸다.
라스 노체스에서 아로니로 아루루에리를 죽이고 혼수상태에 빠진 쿠치키 루키아의 목을 베려는 찰나 쿠치키 뱌쿠야에게 보여져 싸움을 벌였으나 끝내 패하여 죽임을 당했다.
- 신장: 196 cm
- 체중: 100 kg
- 생일: 10월 31일
- 번호: 7(Séptima)
- 레스렉시온: 브루헤리아(呪眼僧伽 / Brujería - 스페인어로 요술)
- 레스렉시온 언령: "가라앉아라 브루헤리아"
- 프라시온: 없음
- 구멍 위치: 오른쪽 유두
- 계급: 바스트로데
- 죽음의 형태: 도취(陶醉)
- 해방 시 특이사항: 목을 오른쪽으로 90도 꺾은 후 칼이 갑자기 구부러지면서 해방
- 해방형태

1. . 하반신이 분홍색의 호박 형태처럼 변하며 그 형태에도 눈이 달린 하얀 얼굴이 달려 있다.
2. . 상반신은 하얀색 타이즈 형태를 입고 있으며 그곳에도 눈이 많이 달려 있다.
3. . 눈 위쪽 눈두덩이에도 눈이 생기며 양쪽 손바닥에도 눈이 생긴다. 합쳐서 50개의 눈이 생긴다.

- 기술
  - 헤메로스 소니도(Gemelos Sonido / 雙兒響轉): 소니도를 사용하면서 약간의 스텝을 이용해 분신과 같은 잔상을 만들어내는 기술 최대 5명의 분신을 만들 수 있다. 스페인어로 쌍둥이 소리(Twins Sound)
  - 아모르(Amor / 愛): 해방 시 기술 눈으로 본 대상의 지배권을 빼앗아 조종한다. 눈 하나 당 대상 하나의 지배권을 빼앗을 수 있으며 50개의 눈을 지니고 있기 때문에 최대 50명의 대상을 조종할 수 있다.빼앗은 지배권이 머리라면 전신을 조종할 수 있다. 스페인 어로 사랑(Love)
  - 엘 엠브리온(El Embrion / 守胚姿歲): 상반신을 하반신에 우겨넣어 사방팔방에서 날아드는 공격으로부터 방어하는 기술

옥타바 에스파다 자엘아폴로 그란츠(Octava Espada Szayel-Aporro Granz)
성우 - 토리우미 코스케/ 현경수(애니맥스)
에스파다 중 유일한 과학자이며 영성병기 개발의 스페셜리스트
그림죠의 프라시온인 일폴트 그란츠의 동생이다. 하지만 친형제간의 유대나 가족애는 찾아볼 수 없으나 자신의 형조차 실험대상으로 여기는 등 아주 매드 사이언티스트이다.
필요 이상으로 그로테스크하게 죽이는 것을 좋아하며 상대를 자신의 장난감처럼 끝까지 몰아붙이다가 결국 최고조로 고통을 준 뒤에 천천히 고통스럽게 죽게 한다.
네리엘이 에스파다였을 시절엔 에스파다에서 누락되어 프리바론 에스파다였으며, 초대 에스파다 7인 중 한 명.
라스 노체스에서 아바라이 렌지'와 이시다 우류를 죽음의 위기로 몰아붙였으나 쿠로츠치 마유리와의 싸움 끝에 초인제(超人劑)에 당하여 죽음을 맞이했다.
- 신장: 180 cm
- 체중: 76 kg
- 생일: 6월 22일
- 번호: 8(Octava)
- 레스렉시온: 포르니카라스(邪淫妃 / Fornicarás - 스페인어로 간음하다.)
- 레스렉시온 언령: "들이마셔라 포르니카라스."
- 프라시온: 베로나 루미나 메다제피 그 외 다수
- 구멍 위치: 귀두
- 계급: 아쥬커스
- 죽음의 형태: 광기(狂氣)
- 해방 시 특이사항: 칼을 자신의 목구멍속으로 들이민 후 전신이 부풀어오르면서 해방한다.
- 그 외의 특이사항: 세스타 프라시온인 일폴트 그란츠의 동생 / 초대 에스파다 7인 중 한 명(7대 죄악 중 색욕)
- 해방형태

1. . 하반신이 길다란 보랏빛 촉수 다발 형태로 변화하며 등 뒤에는 붉은 색 촉수가 달린 길다란 2줄의 날개가 생겨난다.
2. . 안경 모양의 가면이 조금 벗겨지면서 오른쪽 눈에 보라빛의 줄무늬가 생긴다.
3. . 상반신에 연보랏빛 세로줄무늬 타이즈를 입고 있으며 양 팔에는 흰색에 보랏빛 줄무늬가 있는 토시를 착용
4. . 손톱 끝에도 보랏빛의 촉수가 생김

- 기술
  - 그랑 레이 세로(王虛閃光)
  - 녹영충(綠靈蟲): 상대방의 혈액에 녹아 기생하는 벌레 자엘아폴로의 눈과 연계되어 있으며 기생한 대상의 모든 전투기록을 자엘아폴로에게 전한다. 자엘아폴로가 실험대상을 모을 때 쓰는 방법
  - 클론(分身): 등 뒤의 날개에서 물감 비슷한 액체를 발사해 그 액체에 맞은 상대와 완전히 같은 모습과 능력을 지닌 클론을 만들어 낸다.
  - 생물 지배: 자신의 육체가 다른 생물에게 먹힐 경우 그 생물의 신경계에 침투해 자신을 먹은 생물을 지배한다.
  - 테아트로 데 티테레(Teatro Dr Titere / 人形蓮戟): 등 뒤의 날개에 달린 촉수로 대상을 감싼 다음 뱉은 후, 촉수에서 대상과 똑같은 모습을 한 인형을 만들어내는 기술 이 인형과 대상은 모든 감각이 링크되어 있으며 자엘아폴로가 인형을 만지면 대상에게도 감각이 느껴지며 자엘아폴로가 인형을 때리면 대상도 똑같이 데미지를 입는다. 이 인형의 무서운 점은 이 인형 안에 들어 있는 색색가지의 모형들인데 이 모형들에는 인간의 오장육부를 비롯한 근육, 뼈 힘줄 등의 모든 장기 이름이 써져 있다. 이 모형들을 부수면 대상의 몸안에 있는 장기들까지 똑같이 망가져 엄청난 데미지를 주게 된다. 스페인어로 꼭두각시 극장(Theather Of Perppet)
  - 텔론 발론(Telon Balon / 球體幕): 등 뒤에 생긴 날개로 전신을 공 모양으로 감싸 적의 공격을 방어하는 기술. 스페인어로 공 커텐(Certain Ball)
  - 가브리엘(Gabriel / 受胎姑持): 자신의 촉수에 닿은 적의 배꼽을 통해 적의 뱃속에 알을 낳아 자기 자신을 잉태시키는 기술 자신이 죽어도 기생한 적의 안에서 영자를 재구축해 다시 태어나게 되며 적의 입을 통해서 부활한다. 기생당한 적은 죽는다.

누베노 에스파다 아로니로 아루루에리(Noveno Espada. Aaroniero Arruruerie)
성우 - 오오토모 류자부로, 김태영(남자 목소리) / 야마구치 마유미, 안영미 (성우)(여자 목소리) / 세키 토시히코, 김장 (성우)(시바 카이엔 버전)
에스파다에서 유일한 길리안
과거 쿠치키 루키아가 죽였던 호로 메타스타시아가 웨코문드로 오자 그를 잡아먹고 시바 카이엔의 영압 기억 능력 기술을 얻었다.
라스 노체스에서 루키아를 죽음 직전까지 몰아붙였으나 끝내 패하여 죽었다.
- 신장: 205 cm
- 체중: 135 kg
- 생일: 4월 14일
- 번호: 9(Noveno)
- 레스렉시온: 글로토네리아(食虛 / Glotonería - 스페인 어로 폭식)
- 레스렉시온 언령: "먹어치워라 글로토네리아"
- 프라시온: 없음
- 구멍 위치: 왼쪽 대퇴부
- 계급: 길리안
- 죽음의 형태: 탐욕(貪慾)
- 해방 시 특이사항: 칼이 아닌 오른손의 징그러운 괴물 형태로 호로를 잡아먹고 해방한다.
- 그 외 특이사항: 얼굴이 아닌 피가 담긴 플라스크 안에 2개의 동그란 괴생물체가 있으며 그 괴생물체가 말을 한다.괴생물체는 길리안 2마리인것같다. / 초대 에스파다 7인 중 한 명(7대 죄악 중 폭식)
- 해방형태

1. . 괴상망측한 문어 괴물 비스무리한 형상이 된다.호로를 많이 잡아먹을수록 그 크기가 늘어난다.

- 기술
  - 글로토네리아(食虛): 호로를 잡아먹고 그 호로의 영압 기억 능력 기술을 자신의 것으로 만드는 고유 능력. 이 능력은 아란칼이 되기 이전에도 있었던 듯하다 지금까지 잡아먹은 호로의 수는 총 33650마리라고 한다.
  - 영체융합(靈體融合): 시바 카이엔과 싸운 호로인 메타스타시아의 능력이었으나 메타스타시아를 잡아먹고 자신이 얻었다. 자신이 싸운 적의 몸에 융합하여 자신이 그 적이 되는 능력. 융합한 적의 기억과 능력은 덤으로 따라온다.
  - 인식동기(人識瞳記): 자신과 싸운 적에 대한 모든 정보를 동포에게 전달한다.

디에스 에스파다. 야미 리야르고(Diez Espada. Yammy Liargo)
성우 - 노무라 켄지/ 임채헌(애니맥스)
아이젠 소스케의 명령으로 우르키오라 쉬퍼와 함께 현세로 정탐을 가 쿠로사키 이치고와 싸워 왼팔이 잘렸으나, 웨코문드에서 왼팔을 치료하였다.
라스 노체스에서 자라키 켄파치, 쿠치키 뱌쿠야와 싸워 패하였다.
- 신장: 230 cm
- 체중: 303 kg
- 생일: 4월 3일
- 번호: 10(Diez) / 0(Cero)
- 레스렉시온: 이라(憤獸 / Ira - 스페인 어로 분노).
- 레스렉시온 언령: "빡돌아라 이라"
- 프라시온: 없음
- 구멍 위치: 왼쪽 가슴
- 계급: 바스트로데
- 죽음의 형태: 분노(憤怒)
- 해방 시 특이사항: 해방 시 힘을 응축했다가 완전히 폭발시키며 세로 에스파다(Cero Espada / 第0十刃)로 변모함. / 초대 에스파다 7인 중 한 명(7대 죄악 중 분노)
- 기술
  - 분노: 분노하면 할수록 몸집과 영력이 더욱 더 증가한다.
  - 바라(虛彈): 영기를 한데 뭉쳐 상대에게 날리는 기술 파괴력은 세로보다 약하나 속도는 세로의 20배이다. 그러나 야미가 해방했을때는 세로정도의위력을낸다. 물론 속도는 빠른상태이다.
  - 혼흡(魂吸): 영적 농도가 낮은 혼백들을 빨아들여 먹는 기술

전(前) 트레스 / 테레사 에스파다(Tres / Tersera Espada) - 네리엘 투 오델슈뱅크(Nelliel Tu Odelschwanck)
성우 - 카네다 토모코 / 문남숙(애니맥스)
강력한 힘을 지녔던 트레스 에스파다였지만 자신을 증오했던 노이트라 질가에 의해 힘의 대부분과 모든 기억을 잃고 네루의 모습이 되어 라스 노체스 밖으로 쫓겨났었다.
쿠로사키 이치고 일행을 따라 다시 라스 노체스 안으로 들어와 노이트라와 마주하고, 힘과 기억을 다시 되찾아 노이트라를 압도했다. 그러나 일시적인 것이었을 뿐 노이트라와의 싸움 도중 다시 네루로 돌아와 위기를 맞았다.
- 신장: 176 cm
- 체중: 55 kg
- 생일: 4월 2일
- 번호: 前 3(Ters / Tersera)
- 레스렉시온: 가뮤사(羚驥士 / Gamusa - 스페인어 산양 / 영양)
- 레스렉시온 언령: "노래하라 가뮤사"
- 프라시온: 펫쉐 거티쉐(Pesche Guatiche) 돈도챠카 빌스턴(Dondochakka Birstanne)
- 계급: 바스트로데
- 구멍 위치: ??
- 죽음의 형태: 불명
- 해방 시 특이사항: 없음
- 그 외 특이사항: 노이트라의 습격으로 인해 잠시동안 힘과 영압을 잃어 어린 소녀 모습으로 있었음.
- 해방형태

1. . 머리에 있던 산양 형태의 가면은 뿔이 훨씬 더 자라남
2. . 가슴 부분은 비취색의 양모로 둘러 싸여 있으며 검은색 타이즈를 착용한 양 팔에는 어깨 팔꿈치 손에 순백의 아머가 장착되어 있다.
3. . 하반신은 베이지색의 산양의 하반신이며 검은 꼬리가 달려 있다.4개의다리의 동물형태로 그모습을 켄타우로스라할 수 있다,
4. . 녹빛이 감도는 하얀색의 거대한 창을 들고 있다.

- 기술
  - 초가속(超加速): 갑자기 스피드를 올려 초가속하는 기술.
  - 세로 도블(Cero Double / 重走虛閃): 상대방이 날린 세로나 영력을 먹은 뒤, 그 영력에 자신의 세로까지 더해 2배의 위력을 지닌 공격을 날려버리는 기술.
  - 란사도르 베르데(Lanzador Berde / 翡翠射槍): 오른손에 든 창에 영기를 불어넣은 뒤 상대에게 회전시키면서 던지는 기술 노이트라의 이에로를 단 일격에 꿰뚫어버린 무시무시한 기술이다. 스페인어로 녹색의 투척자(Green Thrower)

### 프라시온(Fraccion / 從屬官)
리리넷 진저백(Lilynette Gingerbuck)
성우 - 아사이 키요미
프리메라 에스파다인 코요테 스타크의 프라시온
본래 스타크 본체였으나 외로움을 견디다 못해 스타크가 만들어낸 스타크의 분신이다.
귀차니스트이고 게으른 스타크와는 달리 굉장히 방정맞고 다혈질인 성격이며 스타크가 나서지 않을 때마다 창피한 줄 알라며 스타크에게 폭력과 구타를 가한다.
- 신장: 142 cm
- 체중: 31 kg
- 생일: 1월 19일
- 번호: 1(Primera)
- 프라시온 번호: 프리메라 프라시온(Primera Praccion / 第 1從屬官)
- 레스렉시온: 로스 로보스(群狼 / Los Lobos: 스페인어로 늑대 무리)
- 레스렉시온 언령: "쫓아내라 로스 로보스!"
- 계급: 바스트로데(스타크와 원래 한 몸)
- 구멍 위치: 배
- 해방 시 특이사항: 스타크와 같이 해방해야 함
- 해방형태

1. . 스타크가 들고 있는 총이 된다.

- 기술
  - 검(劍): 투구의 오른쪽 뿔 잘린 면에서 검은 꺼낸다. 월장도(月長道)의 형태처럼 되어 있다.
  - 세로(虛閃): 가면으로 되어 있는 투구의 오른쪽 눈에서 연두색의 세로를 발사한다. 하지만 메노스의 세로보다 약해서 한 손으로 쉽게 흩어버릴 수 있다.

샬롯테 쿨혼(Charlotte Chuhl-Horne)
성우 - 미야케 켄타
세군다 에스파다인 바라간 루이젠번의 프라시온
우락부락한 체격에 굉장히 아저씨스러운 추한 얼굴을 지녔으나 자신이 굉장히 아름답다고 생각하는 나르시스트
카라쿠라 마을에서 카라쿠라 마을과 바꿔치기한 가짜 마을을 유지시키는 기둥 중 하나를 파괴하는 임무를 맡았으나 그 기둥을 지키고 있던 유미치카에게 패배하고 죽는다.
- 신장: 192 cm
- 체중: 125 kg
- 생일: 8월 8일
- 번호: 20(Veinte)
- 프라시온 번호: 세군다 프라시온(Segunda Praccion / 第 2從屬官)
- 레스렉시온: 레이나 데 로사스(宮廷薔微園美女王 / Reina De Rosas: 스페인어로 장미의 여왕)
- 레스렉시온 언령: "휘황찬란해라 레이나 데 로사스!"
- 계급: 아쥬커스
- 구멍 위치: ??
- 해방 시 특이사항: 엄청나게 쓸데없이 화려하다.
- 해방형태

1. . 상반신에는 어깨 챙이 넓은 하얀색의 옷을 착용하고 있으며 어깨와 등을 이어주는 분홍색의 짧은 망토가 있다.
2. . 하반신 역시 양쪽 챙이 넓은 팬티 비슷한 옷을 착용하고 있으며 역시 분홍색의 짧은 망토가 있다.
3. . 머리에는 공주의 티아라를 연상시키는 하얀 관을 쓰고 있다.
4. . 배에는 진분홍색으로 화려한 하트 모양의 문신이 새겨져 있다.
5. . 발목과 팔목에 하얀 원반 모양의 팔찌를 차고 있으며 신발 역시, 구두 형태로 바뀐다.

- 기술
  - 필살. 뷰티풀 샤를로테 쿨 혼's 미라클 스위티 울트라 펑키 판타스틱 드라마틱 로맨틱 새디스틱 에로틱 이그조틱 애슬레틱 길로틴 어택: 크게 점프해서 칼로 내리찍는 기술 내리찍는 힘이 강력하여 엄청난 힘으로 상대를 짓누른다.
  - 필살 뷰티풀 샤를로테 쿨 혼's 파이널 홀리 원더풀 프리티 슈퍼 매그넘 섹시 섹시 글래머러스 세로: 하트 모양으로 손을 모은 다음 그 손에서 핑크색의 세로를 발사하는 기술 굉장히 세로 범위가 넓기 때문에 피하기가 힘들다.
  - 로사 블랑카(白薔微刑罰): 샤를로테 쿨 혼의 가장 아름답고 잔혹한 기술(본인 曰) 자신의 영력으로 만든 검은 가시덤불이 자신과 상대를 감싼 다음 그 안에서 커다랗고 아름다운 한 송이 백장미가 피어난다. 분홍색의 오라를 내뿜으며 피어있는 그 백장미가 상대를 잡아먹으며 상대는 자신이 죽어가는 모습조차 남기지 못하고 홀로 쓸쓸이 잡아먹혀 죽음을 맞이한다.

아비라마 렛더(Abirama Redder)
성우 - 타나카 카즈나리
세군다 에스파다인 바라간 루이젠번의 프라시온
싸움을 좋아하고 명예롭게 여기는 열혈남아인 성격
카라쿠라 마을에서 카라쿠라 마을과 바꿔치기한 가짜 마을을 유지시키는 기둥 중 하나를 파괴하는 임무를 맡았으나 그 기둥을 지키고 있던 키라에게 패배하고 죽는다.
- 신장: 183 cm
- 체중: 92 kg
- 생일: 8월 19일
- 번호: 22(Veinte-Segunda)
- 프라시온 번호: 세군다 프라시온(Segunda Praccion / 第 2從屬官)
- 레스렉시온: 아길라(空戰鷲 / Aguila: 독수리의 학명인 Aquila의 스페인 어)
- 레스렉시온 언령: "정수리를 깎아라 아길라!"
- 계급: 아쥬커스
- 구멍 위치: 배
- 해방 시 특이사항: 없음
- 해방형태

1. . 전체적으로 붉은 색 깃털에 휩싸인 거대한 독수리의 형상이 된다.
2. . 상반신은 독수리의 형태지만 하반신은 인간의 형태이고 손과 발은 독수리의 발톱처럼 변한다.

- 기술
  - 데보랄 플루마(Devorar Pluma / 餓翼連彈): 등에 있는 날개의 깃털을 탄환처럼 쏘는 기술 날개의 깃털은 철의 강도이기 때문에 엄청난 위력을 지닌 살상무기로 변한다. 스페인어로 굶주린 깃촉(Dovour Pen)
  - 플루마 비엔토(Pluma Viento / 餓翼風盾): 날개로 바람을 일으켜 상대의 공격을 떨궈 방어하는 기술 스페인 어로 날개 바람(Feathe Wind)
  - 데보랄 에룹시온(Devorar Erupcion / 噴血餓相): 자신의 손톱으로 가슴에 있는 에스티그마를 찔러 영압을 주입시켜 자신의 날개를 2개에서 4개로 늘리는 기술 스페인어로 굶주림을 분출하다(Dovour Eruption)

핑도르 캐리어스(Findorr Calius)
성우 - 콘도 타카시
세군다 에스파다인 바라간 루이젠번의 프라시온
침착하고 냉정하지만 자신의 힘에 대해 너무 과신하고 자만하는 면이 있다.
카라쿠라 마을에서 카라쿠라 마을과 바꿔치기한 가짜 마을을 유지시키는 기둥 중 하나를 파괴하는 임무를 맡았으나 그 기둥을 지키고 있던 히사기에게 패배하고 죽는다.
- 신장: 180 cm
- 체중: 77 kg
- 생일: 6월 27일
- 번호: 24(Veinte-Quatro)
- 프라시온 번호: 세군다 프라시온(Segunda Praccion / 第 2從屬官)
- 레스렉시온: 핀사그다(蟄刀流斷 / Pinza-Aguda: 스페인 어로 예리한 집게발)
- 레스렉시온 언령: "수면에 새겨라 핀사그다!"
- 계급: 아쥬커스
- 구멍 위치: 가슴
- 해방 시 특이사항: 없음
- 해방형태

1. . 왼쪽 팔이 거대한 게의 형상으로 변한다.

- 기술
  - 세로(Cero / 虛閃): 군청색이며 집게발 사이에서 나간다.
  - 발라(Balla / 虛彈): 역시 군청색이며 집게발 사이에서 나간다.
  - 아피나르(Afinar / 彫面): 가면을 깨서 단계적으로 자신의 힘을 높이는 기술 4/1 정도를 깨면 석관 급에 절반을 깨면 부대장 급 그리고 90%를 깨면 대장 급의 힘을 얻는다고 하나 솔직히 허풍인 듯 하다. 스페인어로 조정하다(To Tune)
  - 실비도(Silbido / 呼虛笛): 메노스 급의 호로를 이공간에서 불러내는 기술, 핑도르의 특기 스페인 어로 휘파람(Whistle)
  - 티헤라스 넵튜네아(Tijeras Neptunia / 海王鋏): 집게에서 거품을 생겨나게 한 다음 그걸 집게로 세게 후려쳐 상대에게 날리는 기술. 스페인어로 바다 왕의 가위(Neptune Scissors)

치농 포우(Cheo-Neng Poww)
성우 - 시로쿠마 히로시
세군다 에스파다인 바라간 루이젠번의 프라시온
굉장히 덩치가 크고 과묵한 성격
카라쿠라 마을에서 카라쿠라 마을과 바꿔치기한 가짜 마을을 유지시키는 기둥 중 하나를 파괴하는 임무를 맡았으나 그 기둥을 지키고 있던 잇카쿠와 전투 만해를 숨기고 있던 잇카쿠에게 승리하였으나 결국 코마무라 사진에게 패배하고 죽는다.
- 신장: 391 cm
- 체중: 506 kg
- 생일: 3월 4일
- 번호: 25(Veinte-Quinto)
- 프라시온 번호: 세군다 프라시온(Segunda Praccion / 第 2從屬官)
- 레스렉시온: 칼데론(巨脘鯨 / Calderon: 스페인어로 거두고래)
- 레스렉시온 언령: "내뿜어라 칼데론!"
- 계급: 아쥬커스
- 구멍 위치: 배
- 해방 시 특이사항: 덩치가 점점 커진다.
- 해방형태

1. . 엄청난 크기의 형태로 변한다.
2. . 배 부분이 고래처럼 줄무늬처럼 되어있다.

- 기술
  - 세로(Cero / 虛閃): 청록색이며 입에서 나간다.

지오=베가(Ggio=Vega)
성우 - 카키하라 테츠야
- 신장: 163 cm
- 체중: 58 kg
- 생일: 5월 7일
- 번호: 26(Veinte-Sexto)
- 프라시온 번호: 세군다 프라시온(Segunda Praccion / 第 2從屬官)
- 레스렉시온: 티그레스토크(虎牙迅風 / Tigre-Estoque: 스페인 어로 호랑이 쌍날칼)
- 레스렉시온 언령: "뜯어먹어라 티그레스토크!"
- 계급: 아쥬커스
- 구멍 위치: 가슴
- 해방 시 특이사항: 불명
- 해방형태

1. . 원래 꽁지머리로 묶고 있던 뒷머리가 길어져 두 갈래로 나뉜다.
2. . 팔 다리 부분이 호랑이 줄무늬처럼 주황색과 검은색의 줄무늬형태로 바뀐다.
3. . 팔목에 직사각형의 검을 달고 있다.

- 기술
  - 세로(Cero / 虛閃): 붉은색이며 손 아귀에서 나간다.
  - 티크레스토크 엘 사브르(Tigre-Estoque El Sable / 虎牙迅風 大劍): 최강형태로 변하는 기술 덩치가 엄청나게 커지며 영압이 폭발적으로 증가하게 된다. 전신이 호랑이처럼 변한다는 특징이 있다. 스페인어로 호랑이 쌍날칼 장검(Tiger Rapier Saber)
  - 미실 디엔테(Misil Diente / 雙射牙): 머리에 있는 가면에 달린 송곳니 2개를 미사일처럼 발사하는 기술 스페인어로 이빨 미사일(Tooth Misile)

니르게 팔독(Nirgge Parduoc)
성우 - 마츠오카 다이스케
- 신장: 212 cm
- 체중: 152 kg
- 생일: 10월 17일
- 번호: 27(Veinte-Septimo)
- 프라시온 번호: 세군다 프라시온(Segunda Praccion / 第 2從屬官)
- 레스렉시온: 마무트(巨象兵 / Mamut: 스페인 어로 맘모스)
- 레스렉시온 언령: "짓밟아라 마무트!"
- 계급: 아쥬커스
- 구멍 위치: 가슴
- 해방 시 특이사항: 불명
- 해방형태

1. . 전신이 코끼리 형태처럼 변한다.

에밀루 아파치(Emilou Apacci)
성우 - 사쿠마 쿠미
- 신장: 156 cm
- 체중: 42 kg
- 생일: 5월 17일
- 번호: 54(Quinto-Quatro)
- 프라시온 번호: 트레스 / 테르세라 프라시온(Tres / Tersera Praccion / 第 3從屬官)
- 레스렉시온: 씨에르바(碧鹿鬪女 / Cierva: 스페인 어로 암사슴)
- 레스렉시온 언령: "들이받아라, 씨에르바!"
- 계급: 아쥬커스
- 구멍 위치: 배
- 해방 시 특이사항: 불명
- 해방형태

1. . 전신이 사슴털처럼 갈색의 전신 털 타이즈로 변형한다.
2. . 가면이 달려 있던 자리에서 사슴 뿔이 자라난다.
3. . 눈의 화장이 더 많아진다.

- 기술
  - 세로(Cero / 虛閃): 붉은색이며 가면에 달린 뿔에서 나간다.
  - 바라(Balla / 虛彈): 붉은색이며 손에서 나간다.
  - 풀세라 쿠에르노(Pulsera Cuerno / 角輪): 아파치의 양 팔목에 달린 팔찌 3갈래의 칼날이 나오며 손에 잡고 휘두르거나 멀리 부메랑처럼 날려보내는 등 다양한 용도로 쓰인다. 스페인 어로 뿔 팔찌(Horn Bracelet)
  - 키메라. 파르카(Quimera Palka / 混獸神): 아파치 미라 로즈 순순의 합동 기술 자신의 왼팔을 희생하여 펫인 <아욘>을 부르는 기술

프란체스카 미라 로즈(Franceska Mila-Rose)
성우 - 이시즈카 사요리
- 신장: 177 cm
- 체중: 56 kg
- 생일: 8월 17일
- 번호: 55(Quinto-Quinto)
- 프라시온 번호: 트레스 / 테르세라 프라시온(Tres / Tersera Praccion / 第 3從屬官)
- 레스렉시온: 레오나(金獅子裝 / Leona: 스페인 어로 암사자)
- 레스렉시온 언령: "헤집어라 레오나!"
- 계급: 아쥬커스
- 구멍 위치: 배
- 해방 시 특이사항: 불명
- 해방형태

1. . 사자를 형상화한 갑옷을 장착한다.
2. . 머리 뒤로 금색의 사자 갈기 형태의 털을 길게 늘어뜨린다.
3. . 미간에 X자의 황금빛 문장이 생긴다.

- 기술
  - 세로(Cero / 虛閃): 주황색이며 손바닥에서 모은 다음 그 모은 에너지를 주먹으로 쳐서 발사한다.
  - 키메라 파르카(Quimera Palka / 混獸神): 아파치 미라 로즈 순순의 합동 기술 자신의 왼팔을 희생하여 펫인 <아욘>을 부르는 기술

시안 순순(Cian Sung-Sun)
성우 - 세나 아유미
- 신장: 154 cm
- 체중: 41 kg
- 생일: 2월 17일
- 번호: 56(Quinto-Sexto)
- 프라시온 번호: 트레스 / 테르세라 프라시온(Tres / Tersera Praccion / 第 3從屬官)
- 레스렉시온: 아나콘다(白蛇姬 / Anaconda: 스페인 어로 구렁이)
- 레스렉시온 언령: "질식시켜라, 아나콘다!"
- 계급: 아쥬커스
- 구멍 위치: 배
- 해방 시 특이사항: 불명
- 해방형태

1. . 하반신이 구렁이처럼 뱀의 형상이 된다.

- 기술
  - 세로(Cero / 虛閃): 분홍색이며 양 손바닥에서 발사한다.
  - 키메라 파르카(Quimera Palka / 混獸神): 아파치 미라 로즈 순순의 합동 기술 자신의 왼팔을 희생하여 펫인 <아욘>을 부르는 기술

테슬러 린도그루츠
샤우롱 쿠팡
일폴트 그란츠
에도라드 리오네스
나킴 그린디너
디-로이 링커
펫쉐 거티쉐
돈도챠카 빌스턴

### 그 외 누메로스(Numeros)
원더와이스 마르젤라(Wonderweiss Margela)
성우 - 스기누마 히사요시 / 안영미(애니맥스 더빙판)
오로지 야마모토 겐류사이 시게쿠니의 참백도 류인약화의 능력을 봉인하려는 목적으로 만들어진 유일한 개조 아란칼
때문에 원더와이스는 언어 능력 기억력 이성을 모두 잃은 채 태어났다.
길리안들의 왕 후라를 부릴 수 있었다.
류인약화의 불길을 봉인한 뒤 시게쿠니와 맞섰으나 끝내 죽임을 당했다.
- 신장: 155 cm
- 체중: 50 kg
- 생일: 6월 27일
- 번호: 77(Septimo-Siete)
- 레스렉시온: 에스틴기르(滅火皇子 / Extinguir: 스페인어로 불을 끄다)
- 레스렉시온 언령: 불명
- 계급: 바스트로데
- 구멍 위치: 배
- 해방 시 특이사항: 불명
- 해방형태

1. . 어깨와 허벅지 부분에 굉장히 큰 고치같은 디자인의 아머가 장착되어 있음
2. . 눈을 중심으로 머리에 외계인 비스무리한 형상의 투구가 장착되어 있음

- 기술
  - 세로(Cero / 虛閃): 보라색이며 손바닥에서 나간다.
  - 발라(Balla / 虛彈): 역시 보라색이며 손바닥에서 나간다.
  - 이 부(I Bu): 짧게 소리를 질러 적의 공격을 없애버린다.
  - 바히도(Vagido): 엄청나게 듣기싫은 소리를 내질러 갖가지 기술의 부가효과를 해제시켜버리는 강력한 서포트 기술 스페인 어로 신생아의 울음소리
  - 에스틴기르(Extinguir / 滅火皇子): 총대장 야마모토의 참백도인 류인약화의 화염을 봉인하는 기술, 이것으로 인해 원더와이스는 감정을 제외한 지능과 사고 그리고 말까지도 전부 잃었다. 스페인어로 불을 끄다(To Extinguish)
  - 센투리온(Centurion / 百寄皇手): 어깨의 아머에서 무수히 많은 팔들을 발사하는 기술 스페인어로 백명의 대장(Centurion)

### 프리바론 에스파다(Privaron Espada)
도르도니 알렉산드로 델 소카치오(Dordoni Alessandro Del Socaccio) 성우 이시이 코우지 / 애니맥스편 홍범기
전(前) 트레스 / 테르세라 에스파다(第3十刃)였지만 지금은 누락되어 현재는 아란칼 센테시모 테르세로(103)가 되었다.
정이 많고 좀 엉성한 듯하지만 전 3번 아란칼이었던만큼 싸움에 관해서는 냉정하고 무자비하다.
라스 노체스에서 오리히메를 구하기 위해 쳐들어온 이치고 일행 중 이치고와 접전 이치고와 호각으로 싸우다 결국 이치고의 호로화의 힘에 의해 패배하고 자엘아폴로 그란츠가 보낸 엑세키아스들에게 잡혀 자엘아폴로의 실험대상으로 전락한다.
아이젠이 붕옥의 힘을 각성시킨 초반에 에스파다의 직위에 있었으나 아이젠이 붕옥을 점점 더 완전각성에 가깝게 만들면서 더욱 더 강한 아란칼들을 에스파다로 뽑았기 때문에 결국은 에스파다에서 누락되었고 다시금 아이젠의 마음에 들기 위해 어떻게든 공을 세우려고 이치고를 죽이려 했으나 결국 실패, 이치고를 앞으로 보내준다.
스페인 어를 하는 말버릇이 있는데 니뇨(소년) 베베(아가씨) 호벤스엘로(애송이) 쇼콜라떼(초콜릿)등이 있다.
- 신장: 190 cm
- 체중: 87 kg
- 생일: 8월 28일
- 번호: 전(前) 3(Tres / Tresera) / 103(Centesimo-Tersero)
- 레스렉시온: 히랄다(暴風男爵 / Giralda: 스페인 어로 풍향계)
- 레스렉시온 언령: "돌아라 히랄다!"
- 계급: 아쥬커스
- 구멍 위치: 하반신
- 해방 시 특이사항: 불명
- 해방형태

1. . 라틴 계열 남성 댄서 의상처럼 생긴 의상 착용
2. . 이마에 작은 뿔이 2개 달린 가면 착용
3. . 다리에 있는 부츠에서 나오는 바람이 양 옆으로 회오리를 일으키며 그 끝에 새의 부리를 닮은 형상이 나타난다.

- 기술
  - 세로(Cero / 虛閃): 청남색이며 양 손 검지와 새끼 손가락을 맡대면 그 가운데에서 나간다.
  - 발라(Balla / 虛彈): 역시 청남색이며 양 손 검지와 새끼 손가락을 맡대면 그 가운데에서 나간다.
  - 바론 푼타피에스(Baron Puntapies / 男爵蹴脚術): 상대의 공격을 킥으로 제어하는 기술 상단 중단 하단 3종류가 있으며 상황에 따라 이 3개의 기술을 알맞게 구사한다. 스페인어로 남작의 발차기(Baron Kick)

1. . 알토(Alto / 上段) - 바론 푼타피에스로 위쪽에서 공격해오는 적의 공격을 제어하는 기술

- - 엘 우노 피코테아르(El Uno Picotear / 單鳥嘴脚): 다리에 있는 부츠에서 새 부리 형상이 달린 회오리바람을 발생시켜 휘감은 다음 바람을 휘감아 강력한 킥을 날리는 기술 스페인어로 새부리 하나(The One to Peck)
  - 아베 메지소스(Abe Melizos / 雙鳥脚): 엘 우노 피코테아르를 두 다리로 시전하는 기술 스페인 어로 쌍둥이 새(Bird Twins)

치루치 선더위치(Cirucci Sanderwich) 일본성우는 쿠와시마 호우코 한국성우는 애니맥스편 이소은
전(前) 퀸토 에스파다(第5十刃)였지만 지금은 누락되어 현재는 아란칼 센테시모 퀸토(105)가 되었다.
라스 노체스에서 오리히메를 구하기 위해 쳐들어온 이치고 일행 중 우류와 접전 제레 슈나이더의 힘을 사용한 우류에게 결국 패배하고 쇄결(鎖結)을 관통당해 영력을 잃는다. 그 후 엑세키아스에게 불들려 자엘아폴로의 시험체로 전락한다.
- 신장: 158 cm
- 체중: 43 kg
- 생일: 2월 27일
- 번호: 전(前) 5(Quinto) / 105(Centesimo-Quinto)
- 레스렉시온: 고론도리나(車輪鐵燕 / Golondorina: 스페인 어로 제비)
- 레스렉시온 언령: "도륙해라 고론도리나!"
- 계급: 아쥬커스
- 구멍 위치: 하반신
- 해방 시 특이사항: 불명
- 해방형태

1. . 등 뒤에 제비의 형상과 같은 아머를 착용
2. . 달려 있는 날개에는 거대한 칼날들이 달려 있다.
3. . 등 뒤에 아머에는 꼬리도 달려 있다.

- 기술
  - 알라 코르타도라(Ala Cortadora / 斷翼): 날개에 달린 거대 칼날들을 상대에게 날리는 기술 본인이 원격조작도 가능해서 날린 다음 다시 날개에 붙일 수도 있다. 날개 자체가 고속 진동을 하고 있기 때문에 튕겨내는 것은 불가능 스페인어로 날개 커터(Wings Cutter)

1. . 알라 코르타도라 디스페르시온(Ala Cortadora Despercion / 斷翼 散) - 날개 칼날들을 하나 하나 원격조작해 날리는 기술. 스페인 어로 흩어지는 날개 커터(Wings Cutter Scattering)

- - 라 코르타도라 아차도르(La Cortadora Hachador / 斷人 대도끼): 치루치의 경우 날개나 아머를 유지하는 것 자체가 영압을 팍팍 소비하는 것이기 때문에 날개나 아머를 떼어내고 떼어낸 분만큼의 영압을 한 곳에 몰아주는 방법을 사용하곤 하는데 이 기술의 경우 꼬리에서 부채 형태의 영압 칼날을 만들어낸다. 스페인어로 
  - 라 코르타도라 글라디아토르(La Cortadora Gladiator / 斷人 劍士): 꼬리에서 검 형태의 영압 칼날을 생성한다.

간텐바인 모스퀘다(Gantenbainne Mosqueda)

### 엑세키아스(Exequias)
일본성우는 후나키 마사토 한국성우는 애니맥스편 현경수
루드본 대장
- 레스렉시온: 아르볼라
- 레스렉시온 언령: 자라나라 아르볼라
- 레스렉시온 능력 및 기술

1. 칼라베라스: 병사들을 만들어낸다.

엑세키아스는 라스 노체스의 침입자 또는 반역자들의 처치가 목적인 부대로 대장은 루드본이다. 엑세키아스 소속 병사 중 루드본을 제외한 자들은 모두 루드본의 레스렉시온 능력으로 만들어진 병사다. 쿠치키 루키아에 의해 죽음을 맞이했다.

## XCUTION
긴죠 쿠우고(銀城空吾)
성우 - 토치 히로키
풀브링거들의 모임인 XCUTION의 현 리더
사신의 힘을 잃은 후 1년 후 무력감에 빠진 이치고에게 접근하여 사신의 힘을 되찾아주겠다는 제안과 함께 자신들의 능력을 거두어달라는 부탁을 한다. 그 후로 이치고는 XCUTION에 일시 합류하여 사신의 힘을 돌려받기 위한 수행을 계속한다.
하지만, 실은 이치고가 지닌 힘을 빼앗아버리기 위해 접근한 계획이었으며 행여나 있을 불상사를 대비하기 위해 츠키시마의 능력을 이용해 자신의 기억까지 바꾼 후 이치고에게 접근 그 계획을 이루기 전에 우류를 습격했다. 이치고가 풀브링을 사용할 수 있게 되자 츠키시마의 능력을 해제한 다음 본색을 드러내 이치고를 공격한다.
토시로의 말에 의하면 초대 사신대행이었다고 한다.
사신의 힘을 되찾은 이치고와 완전히 회복한 우류와 대결하여 결국 이치고에게 패배하고 사망한다.
- 프로필
  - 신장: 187 cm
  - 체중: 90 kg
  - 혈액형: AB형
  - 생일: 11월 15일
  - 능력: 풀브링(FullBring / 完現術)
  - 명칭: 크로스 오브 스캐폴드(Cross Of Scafold / 교수대의 십자가)
  - 능력 매개: 팬던트+사신대행 전투허가증
  - 능력 설명: 자신의 펜던트를 거대한 장검으로 바꿔 사용하는 능력 사신대행 전투허가증과 겹쳐 사용할 경우 상대의 영압을 빼앗을 수 있다.
- 도구
  - 사신대행 전투허가증: 긴죠가 초기 사신대행일 무렵 지니고 있던 것

도쿠가미네 리루카(毒ヶ峰リルカ)
성우 - 토요구치 메구미
풀브링거들의 모임인 XCUTION의 멤버
제멋대로에 말괄량이인 공주님 타입의 아가씨 로즈핑크 색의 머리를 트윈테일로 묶고 다니며 머리엔 분홍색이 감도는 하얀 샤프카를 쓰고 있다.
제멋대로이긴 하지만 동료나 자신이 흥미를 지닌 인간에겐 비교적 따스한 마음씨를 보이며 이치고를 보고 첫눈에 반해 이치고에 대한 마음을 숨기려고 부단히도 애를 쓰는 중 이치고의 힘을 빼앗은 긴죠에게 이치고의 힘을 나눠받을 때도 망설이는 모습을 보였다.
쿠치키 루키아와 전투 중 돌 하우스의 능력을 이용해 자신이 루키아의 안에 수납된다. 그 후 긴죠가 이치고에게 패배하자 분노하여 달려든 츠키시마가 이치고를 공격하려 하자 루키아의 몸에서 나와 그 공격을 몸으로 막는다.
- 프로필
  - 신장: 156 cm
  - 체중: 43 kg
  - 혈액형: BO형
  - 생일: 4월 14일
  - 능력: 풀브링(FullBring / 完現術)
  - 명칭: 돌 하우스(Doll House / 인형의 집)
  - 능력 매개: 상자(函), 혹은 수납공간이 있는 아무 물건
  - 능력 설명: 리루카 본인이 귀엽다고 생각하거나 마음에 든 대상을 자신이 좋아하는 상자 안에 마음대로 수납할 수 있는 능력. 수납할 수 있는 제한 수는 상자의 크기에 따라 달라지며 안에서 상자를 파괴할 수는 없다. 해제 방법은 리루카가 집어넣은 대상에게 재체기를 끼얹는 방법과 밖에서 상자를 강제적으로 파괴하는 방법이 있다.
- 도구
  - 패스(Pass / 通行證): 리루카가 자신이 마음에 든 대상에게 붙이는 하트 스티커 이 스티커가 붙은 대상은 리루카가 지정한 물건 안에 수납된다.
  - 인형의 집: 리루카의 능력의 매개체인 상자를 리루카 본인의 스타일로 꾸며 귀엽게 만들곤 한다.
  - 러브 건(Love Gun): 리루카가 사용하는 무기 아기자기하게 꾸민 장난감 총이며 이 총에도 리루카의 능력을 적용시켜 총 안에 수납한 물건을 쏴서 무기처럼 발사할 수 있다.
- 기술
  - 어딕션 샷(Addicton Shot / 重毒射): 리루카가 대상에게 패스를 날리는 기술
  - 수납: 리루카가 마음에 든 대상을 자기 마음대로 수납하는 기술 인형의 집처럼 꾸민 상자 안에 수납해 싸움 필드를 만들기도 하며 러브 건에 수납해 그 물건들을 공격 탄환으로 쓰기도 하고 인형에 대상을 집어넣어 공격력을 봉인하는 등 여러 용도가 있다.

쿠츠자와 기리코(沓澤ギリコ)
성우 - 오노 아쓰시
- 프로필
  - 신장: ??
  - 체중: ??
  - 혈액형: ??
  - 생일: ??
  - 능력: 풀브링(FullBring / 完現術)
  - 명칭: 타임 텔즈 노 라이즈(Time Tells No Lies / 시간은 거짓말을 하지 않는다.)
  - 능력 매개: 회중시계
  - 능력 설명: 대상에게 시간에 관련된 규칙을 새겨넣어 그 규칙을 지키지 않은 자를 시간의 불꽃으로 말소시키는 능력, 시간이라는 거대한 힘을 조종하는 만큼 한 번 규칙을 새겨넣으면 능력자 본인도 해제가 불가능하다. 유일한 해제 방법은 대상에게 새겨넣은 규칙을 대상이 완벽하게 이행하는 것 규칙은 단순할수록 큰 힘을 낸다.
- 기술
  - 타이머(Timer): 대상에게 새겨넣은 시간의 규칙, 완벽하게 이행하야만 능력이 풀리며 완벽하게 이행되지 않을 시엔 죽는다.
  - 시간의 불꽃: 타이머를 이행하지 않은 대상을 완전히 불태워버리는 불꽃.

유키오 한스 보라를베르나(雪緒 Hans Vorarlberna)
성우 - 이치키 미츠히로
- 프로필
  - 신장: 154 cm
  - 체중: 50 kg
  - 혈액형: AB형
  - 생일: 12월 23일
  - 능력: 풀브링(FullBring / 完現術)
  - 명칭: 인베이더즈 머스트 다이(Invaders Must Die / 침략자는 반드시 죽는다.)
  - 능력 매개: 게임기
  - 능력 설명: 게임기 안에 원하는 대상을 가두어 게임 속의 세계를 자신이 지배하여 상대를 몰아가는 능력, 게임 속 세계라면 그 어떤 것이든 자기 마음대로 만들고 부수는 것이 가능하며 게임 속 세계를 현실로 끌어내서 이공간을 만드는 것도 가능하다. 단점은 게임기의 베터리가 사용한계시간이라는 점이다.
- 기술
  - 세이브(Save): 게임 속 대상을 마음대로 가두거나 해방하는 능력
  - 로드(Lord): 게임 속 세계를 자신이 마음대로 구축하는 능력
  - 빨리감기: 게임 속의 시간을 빨리감는 능력, 이치고의 풀브링 수행을 위해 사용했으며 이 기술로 인해 이치고는 몇 시간을 넘게 훈련했지만 정작 현실에선 몇 분 정도밖에 지나지 않았다.
  - 디지털 레디얼 인베이더즈(Digital Radial Invaders / 화면 밖의 침략자): 게임 속에 만들어둔 여러 개의 이공간을 게임기 밖으로 끌어내어 대상을 이공간에 가두는 기술

잭키 트리슈탄(ジャッキー・トリスタン)
성우 - 유야 아츠코
- 프로필
  - 신장: ??
  - 체중: ??
  - 혈액형: ??
  - 생일: ??
  - 능력: 풀브링(FullBring / 完現術)
  - 명칭: 더티 부츠(Dirty Boots / 더러운 구두)
  - 능력 매개: 부츠
  - 능력 설명: 자신이 신은 부츠가 더러워지면 더러워질수록 그 부츠로 차는 힘이 강력해지는 능력, XCUTION 멤버들 중 몇 명 없는 클래드 타입 능력이며 더티 부츠를 발동하면 털로 장식된 캐쥬얼한 의자와 군대 사관들이 쓰는 모자를 쓰게 된다.
- 기술
  - 킥(Kick): 더티 부츠가 더러워지면 더러워질수록 킥의 힘이 강해지면서 공격력이 상승하는 기술
  - 바이크(Bike): 전신에 더티 부츠의 힘을 발동시켜 전신이 더러워지면 더러워질수록 자신의 힘이 강해지는 기술.

츠키시마 슈쿠로(月島秀九郎)
성우 - 오노 다이스케
- 프로필
  - 신장: 198 cm
  - 체중: 130 kg
  - 혈액형: BB형
  - 생일: 2월 4일
  - 능력: 풀브링(FullBring / 完現術)
  - 명칭: 북 오브 디 엔드(Book Of The End / 종말의 책)
  - 능력 매개: 책갈피
  - 능력 설명: 책갈피를 검으로 변형시켜 대상을 베어 벤 대상의 과거 기억(+그에 따른 현실)에 자연스럽게 자신의 존재를 책갈피처럼 끼워넣는 능력. 베인 대상은 츠키시마를 자신의 과거의 은인이나 동료로 생각하는 경우가 대부분이며 한 번 베는 것만으로도 과거를 헤집어놓기 때문에 무턱대고 달려들면 끝이라고 볼 수 있다. 인간에게도 사용 가능하지만 물건에도 사용 가능. 해제 방법은 츠키시마 본인이 대상의 뒤에서 한 번 더 베어야 한다.
- 기술
  - 과거 삽입: 검으로 벤 대상의 과거에 자신을 자연스럽게 끼워넣는 기술 인간의 기억에 끼워넣을 수도 있지만 물건에도 쓸 수 있으며 예를 들어 바닥을 검으로 긁은 후 자신이 여기에 와서 이 장소에 함정을 설치했다는 기억을 끼워넣으면 자연스럽게 그 장소에 함정이 설치가 된다.
  - 정신 파괴: 자신의 능력으로 과거를 조종한 자들을 말로 혼란시켜 정신을 파괴하는 기술

시시가와라 모에(獅子河原萌笑)
블리치의 등장인물 일본성우는 요시노 히로유키
츠키시마 슈쿠로의 부하로 미야시타 상고에 다닌다고 한다.
츠키시마의 말에 따르면 이노우에 오리히메를 처리해야 할 상대라고 하면서 여자를 때리지 못하기 때문에 아무 것도 하지 말라면서 미덥지 못하게 여기자 자신이 쓸모있다는 것을 증명하기 위해 오리히메를 공격하러 갔지만 반했다.
그러다가 자신이 이시다 우류를 쓰러뜨린 상대로 알고 진지한 표정을 짓자 쓰러뜨리려고 하지만 갑자기 나타난 츠키시마가 아무 것도 하지 말라면서 자신을 위협하고 이에 오리히메가 츠키시마를 막아서는 모습을 보이자 츠키시마가 진짜로 죽이려고 한다며 충고한다.
츠키시마의 능력으로 오리히메와 사도 야스토라 등이 조종당하고 엑스큐션의 멤버들이 쿠로사키 이치고를 습격할 때 나타나서 긴죠 쿠우고를 공격하여 검을 부러뜨리며, 긴죠의 정체가 밝혀진 이후 이치고의 힘을 나눠주지도 않은데다가 나중에 제거해버린다고 하는 것을 보니 일회용 말로 사용하고 있었던 것으로 보이며 이치고의 힘을 가지면 성가신 능력으로 변하는 듯 하다.
긴죠의 정체가 밝혀진 이후 유키오의 능력으로 인해 엑스큐션과 사신들의 일기토가 각각 시작되려고 갈라놓을 때 마다라메 잇카쿠와 싸우면서 그의 어깨를 부러뜨리고 무기인 귀등환을 부러뜨려서 서로 난타전을 벌이지만 잇카쿠가 난타전을 벌이면서도 중요한 부분들은 모두 피했기 때문에 쓰러뜨리지 못하다가 잇카쿠의 박치기에 쓰러진다.
쓰러진 상태에서도 츠키시마를 위해서 싸우다가 죽으려고 했지만 잇카쿠에게 설득되어 살아남기로 하며 사신과의 싸움이 끝난 이후 츠키시마를 업어간다.
능력 ¶
잭팟 너클(Jackpot Knuckle)
자신의 너클에는 슬롯머신이 장착되어 있으며 이 슬롯머신이 잭팟을 터뜨릴 경우 자신이 타격한 것을 부술 수 있는 확률을 조작할 수 있는 능력으로 너클에 장착한 슬롯머신이 잭팟이 되면 자신이 타격한 것을 부술 수 있게 된다.

## 반덴라이히(Wandenreich / 見えざる帝國)
유하바하(Juhabach)
- 퀸시 세력인 반덴라이히를 이끄는 황제
- 능력인 "디 올마이티"는 미래를 바꾸는 능력이다. 남성이며 퀸시 제복 위에 붉은색 망토를 걸치고 있다.
- 과거 총대장인 야마모토 겐류사이 시게쿠니가 1000년 전 죽이지 못한 남자로 전쟁을 일으켜 야마모토 겐류사이 시게쿠니의 만해를 빼았고 살해한 장본인이다.
- 영왕을 죽이고 힘을 흡수했다.
- 이치고, 아이젠, 우류, 렌지와 싸우다가 참월에게 공격당해 사망했다.
- 그 이후 검은 흔적만 남은 채 흩어져 있다가 이치고의 아들이 현실세계에 난 구멍에 손을 넣자 소멸되어 버린다.

## 슈테른릿터(Stern Ritter / 星十字騎士團)
유그람 하쉬발트(Jugram Haschwald/(ハッシュヴァルト)
- 그랜드 마스터
- 슈테른릿터 B(The Balance)
- 범위 안의 세계의 모든 불운을 운이 좋은 자에게 나눠주어 세계의 조화를 유지한다.
- 반덴라이히의 황제 유하바하의 곁을 지키는 퀸시로써 금발의 머리를 하고 있다.
- 이치고의 천쇄참월을 단번에 부러트릴 정도의 실력자
- 우류와 싸우다가 유하바하가 모든 슈테른릿터의 힘을 회수했을 때 힘과 생명력을 빼앗겨 사망했다.

페르니다 파른카자스(Pernida Parnkgjas)
- 슈테른릿터 C(The Compulsory)
- 유하바하의 친위대이다.
- 영왕의 왼팔이다.
- 니마이야 오에츠에게 당해 사망했으나 아우스발렌으로 부활했다.
- 혈관에 영자를 주입해 힘과 방어력을 강화하는 블루트처럼 본인의 신경에 영자를 흘러보낼 수 있고, 상대의 신경에도 영자를 주입해 강제로 조종할 수 있다.
- 마유리와 싸우다가 패배하여 사망했다.

아스킨 나크 르 바르(Askin Nakk Le Vaar)
- 슈테른릿터 D(The Deathdealing)
- 유하바하의 친위대이다.
- 두꺼운 입술과 심한 광대뼈를 가진 퀸시
- 특정물질에 대한 치사량을 조종한다.
- 니마이야 오에츠를 궁지에 몰기도 하였으나 결국 니마이야 오에츠에게 당해 사망했다.
- 유하바하의 아우스발렌으로 인해 부활했다.
- 쿠로사키 이치고를 패배시켰다.
- 그림죠 재거잭과 우라하라에게 패했다.
- 우라하라와 그림죠를 위기에 몰아넣고 사망했다.

밤비에타 바스터바인(Bambietta Basterbine)
- 슈테른릿터 E(The Explode)
- 긴 머리칼을 지닌 소녀 퀸시
- 자신의 영자를 투여한 대상을 폭발시킨다.
- 코마무라 사진과 조우해 전투 사진의 만해인 흑승천견명왕을 빼앗았다.
- 후에 코마무라와 다시 만나 재전투를 하게 되나 가문의 비기를 습득한 코마무라의 만해에 패했다.
- 지젤 주엘에게 죽은 뒤 좀비가 되어 지젤의 조종을 받다가 마유리에 의해 전투불능 상태가 됐다.
- 그 후 지젤에게 머리가 깨져 사망했다.

에스 노트(As Nodt)
- 슈테른릿터 F(The Fear)
- 긴 검은 머리칼에 섬뜩한 검은 눈동자를 지닌 퀸시
- 극도의 공포감을 조성해 정신을 붕괴시키는 화살을 사용한다.
- 쿠치키 뱌쿠야와 아바라이 렌지와 조우해 뱌쿠야의 만해인 천본앵경엄을 빼앗아 뱌쿠야를 쓰러뜨렸다.
- 후에 야마모토 겐류사이 시게쿠니에게 공격을 당했으나 버즈비 덕분에 무사했다.
- 수련을 마친 루키아의 만해에 의해 목숨을 잃었다.

릴토토 램퍼드(Liltotto Lamperd)
- 슈테른릿터 G(The Glutton)
- 키가 작고 노란 단발머리를 가진 소녀 퀸시
- 뭐든지 먹어치울수 있다.
- 유하바하에게 덤비다가 건드리지도 못하고 패했다.
- 유하바하가 모든 슈테른릿터의 힘을 회수했기 때문에 죽었을 것으로 추정된다.

버즈비(Bazz-B)
- 슈테른릿터 H(The Heat)
- 피어싱을 하고 있으며 모히칸 헤어를 하고 있다.
- 염열계 능력을 가졌다.
- 등장하자마자 키라 이즈루를 비롯한 3번대 전력들을 빈사상태로 몰고 갔다.
- 그후 하쉬발트랑 싸우다가 패배하였다.
- 유하바하가 모든 슈테른릿터의 힘을 회수했기 때문에 죽었을 것으로 추정된다.

창 두(Cang Du)
- 슈테른릿터 I(The Iron)
- 몸을 강철로 만들수 있다.
- 히츠가야 토시로의 만해를 빼앗았다.
- 후에 만해를 되찾은 히츠가야에게 패했다.
- 하쉬발트에게 처형당해 죽었다.

BG9
- 슈테른릿터 K(?)
- 소이퐁의 만해를 빼앗았다.
- 후에 만해를 되찾은 소이퐁에게 패했다.
- 하쉬발트에게 처형당해 죽었을 것으로 추정된다.

페페 와캬브라다(Pepe Waccabrada)
- 슈테른릿터 L(The Love)
- 상대방을 사랑에 빠지게 해 조종하는 능력을 가졌다.
- 12번대에 침입하여 12번대 사신들을 조종하여 서로 죽이게 만들었다.
- 미니냐 매컬론을 조종해 릴토토 램퍼드와 싸우게 만들었다.
- 쿠치키 뱌쿠야를 궁지에 몰아넣었다.
- 마유리와 싸우다가 좀비가 된 무구루마 켄세이에게 패배했다.
- 릴토토에게 잡아먹혀 죽었다.

제라드 발키리(Gerard Valkyrie)
- 슈테른릿터 M(The Miracle)
- 최강,최속,최대의 퀸시
- 유하바하의 친위대이다.
- 영왕의 심장으로 토르처럼 생겼다.
- 공격을 받으면 받을수록 점점 커진다.
- 처음에는 니마이야 오에츠에게 패배하여 죽었다가 아우스발렌 이후 되살아나서 이치베를 제외한 영번대를 전부 쓰러뜨렸다.
- 아바라이 렌지,히라코 신지,쿠치키 루키아,히나모리 모모를 전부 패배시켰다.
- 자라키 켄파치가 만해를 썼으나 제라드가 폴슈텐디히를 써서 제압했다.
- 히츠가야 토시로와 쿠치키 뱌쿠야와 싸우면서도 우위를 점했다.
- 그러다가 유하바하가 모든 슈테른릿터의 힘을 회수해 사망했다.

로버트 아큐트론(Robert Accutrone)
- 슈테른릿터 N(?)
- 콧수염이 달린 고참 퀸시
- 쿄라쿠 슌스이와 싸웠다.
- 쿠치키 뱌쿠야에게 패배했다.
- 유하바하의 아우스발렌에 의해 사망했다.

드리스콜 베르치(Driscoll berci)
- 슈테른릿터 O(The Overkill)
- 1번대 부대장 사사키베 쵸지로를 죽이고 만해를 강탈하였다.
- 적이든 아군이든 죽이면 죽일수록 강해진다.
- 히사기 슈헤이를 죽이기직전까지 몰아갔으나 야마모토 겐류사이에 의해 저지당해 사망했다.

미니냐 매컬론(Meninas McAllon)
- 슈테른릿터 P(The Power)
- 분홍색 머리를 가진 여자 퀸시
- 힘이 매우 세다.
- 자라키 켄파치를 지키려는 11번대 대원들을 마구 죽였다.
- 페페 와캬브라다에게 조종하여 릴토토와 싸웠다.
- 그 후 등장이 없다.
- 유하바하가 모든 슈테른릿터의 힘을 회수했기 때문에 죽었을 것으로 추정된다.

베레니케 가브리엘리(Berenice Gabrielli)
- 슈테른릿터 Q(The Question)
- 정신계 공격 관련 능력으로 추정된다.
- 자라키 켄파치에게 당해 사망했다.

제롬 기즈바트(Jerome Guizbatt)
- 슈테른릿터 R(The Roar)
- 음파를 통해 물리적인 타격을 주는 능력을 가졌다.
- 자라키 켄파치에게 당해 사망했다.

마스크 드 마스큘린(Mask De Masculine)
- 슈테른릿터 S(The Superstar)
- 응원하면 순식간에 치료가 되고 더 강해지는 능력을 가졌다.
- 무구루마 켄세이와 오토리바시 로쥬로를 패배시켰다.
- 아바라이 렌지에게 패배한 후 몸이 타 죽었다.

캔디스 캐트닙(Candice Catnipp)
- 슈테른릿터 T(The thunderbolt)
- 초록색 머리를 가진 여자 퀸시
- 배꼽과 등이 노출된 민소매 옷을 입었다.
- 번개를 날리는 능력을 가지고 있다.
- 쿠치키 뱌쿠야에게 패배했다.
- 그 후 등장이 없다.
- 유하바하가 모든 슈테른릿터의 힘을 회수했기 때문에 죽었을 것으로 추정된다.

나나나 나자쿠프(Nanana Najahkoop)
- 슈테른릿터 U(The Underbelly)
- 고글을 쓰고 삐죽삐죽한 펑크 헤어스타일을 하고 있으며 치아가 흑백이다.
- 대상의 영압패턴을 분석한 뒤 취약한 부분을 찾아낸다음, 모르핀 패턴이라는 U자 형태의 영자덩어리를 발사하여서 그곳을 공격하여 의식을 잃게 하고, 이후 공격당한 상대방의 영압의 사용을 마비시키는 능력을 가졌다.
- 야마모토 겐류사이 시게쿠니에게 공격을 당했으나 버즈비 덕분에 무사했다.
- 쿠치키 뱌쿠야에게 패배했다.
- 나중에 사신들과 힘을 합치는 것을 반대하다가 버즈비에게 버너핑거를 맞고 죽었다.

그레미 투뮤(Gremmy Thoumeaux)
- 슈테른릿터 V(The Visionary)
- 자칭 최강의 퀸시
- 현실조작 능력을 가졌다.
- 자라키 켄파치와 싸우다가 패배하여 사망했다.

니안졸 와이졸(Nianzol Weizol)
- 슈테른릿터 W(The Wind)
- 혀가 두개다.
- 몸에 닿는 대상을 굴곡시켜버리는 능력을 가졌다.
- 슈타라 센쥬마루에 의해 사망했다.

리제 바로(Lille Barro)
- 슈테른릿터 X(The 'X'-axis)
- 최강의 퀸시
- 유하바하의 친위대이다.
- 털모자를 쓴 흑인 퀸시이다.
- 무엇이든지 관통시킬수 있는 능력을 가졌으며 모든 공격을 통과시킬 수 있는 능력을 가졌다.
- 처음에는 니마이야 오에츠에게 패배해 사망했으나 아우스발렌으로 부활 후 이치베를 제외한 영번대를 전부 쓰러뜨렸다.
- 쿄라쿠 슌스이와 싸우다 쿄라쿠를 궁지에 몰아넣는다.
- 이세 나나오의 팔경검에 당황했지만 몰아붙인다.
- 그리다가 쿄라쿠 슌스이의 도움을 받은 이세 나나오에게 당해 여러 분신으로 흩어진다.
- 여러 분신으로 흩어진 이후 키라 이즈루와 싸웠다. 그 이후의 행적은 알 수 없다.

로이드 로이드(Loyd Lloyd,Royd Lloyd)
- 슈테른릿터 Y(The Yourself)
- 로이드 L은 상대의 외양을 흉내낼 수 있고, 거기에 더해 상대방의 힘과 기술까지 흉내낼 수 있다.
- 로이드 L은 자라키 켄파치에게 당해 사망했다.
- 로이드 R은 상대의 외양을 흉내낼 수 있고, 거기에 더해 상대방의 마음과 기억까지 알 수 있다.
- 로이드 R은 자라키 켄파치를 가볍게 패배시켰다.
- 로이드 R은 유하바하로 변신해 야마모토 겐류사이와 싸우다 만해에 당해 쓰러졌다.
- 그 후 싸울 수 없게 되자 유하바하가 죽여버렸다.

지젤 쥬엘(Giselle Gewelle)
- 슈테른릿터 Z(The Zombie)
- 여자처럼 생긴 남자 퀸시
- 피를 묻혀 상대방을 좀비로 만들 수 있다.
- 밤비에타 바스터바인을 죽여 좀비로 만들었다.
- 쿠로츠치 마유리와 싸우다가 패배했다.
- 그 후 릴토토 램퍼드와 함께 유하바하에게 덤비다가 건드리지도 못하고 패배했다.
- 유하바하가 모든 슈테른릿터의 힘을 회수했기 때문에 죽었을 것으로 추정된다.

## 야크트 아르메(Jagd Armee / 虚圏狩獵部隊)
키르게 오피(Kirge Opie)
- 슈테른릿터 J(The Jail)
- 웨코문도에서 아란칼 사냥을 담당하고 있는 수렵부대인 야크트 아르메의 통괄수렵대장
- 웨코문도에서 아란칼들을 수렵해 전투용병으로 사용하는 목적인 부대 야크트 아르메의 대장이다.
- 영자의 감옥을 형성해 상대방을 가둬놓을 수 있는 능력을 가졌다.
- 티아 할리벨의 프라시온인 <트레스 베스티아>(아파치 미라 로즈 슨슨)를 쓰러뜨렷으나 그림죠의 기습공격을 받고 사망했다.

1. ↑  久保 帶人 著 (2007년 8월 3일). 《カラブリ+ BLEACH OFFICIA》. 集英社. 188쪽. ISBN 978-4-08-874199-4.(교보문고)